# Чорний Острів (селище)
Чо́рний О́стрів — селище в Україні, центр Чорноострівської селищної територіальної громади Хмельницького району Хмельницької області. Селище розташоване на річках Південному Бузі і Мшанці, за 2 км від залізничної станції Чорний Острів, за 20 км від Хмельницького. Легка, харчова промисловість. Магдебурзьке право з 1556 року. Статус смт з 1957 року. Населення становить 902 осіб (2022).

## Історія
Про заснування цього поселення перекази свідчать таке. Під час набігів татар на Поділля воєвода Свищ разом зі своєю дружиною, рятуючись від переслідування, втік на Острів Буга і тут оселився. Так заснували містечко, яке мешканці обкопали захисними ровами. У середні віки все населення Острова вимерло від чуми. Страшний мор пройшовся цими місцями. Ті, хто залишились, спалили свої пожитки і покинули цю місцину. Тоді острів здобув назву Чорного.
1425 року Чорний острів належав Іванові (Янові) Свірчу, наданий йому попередньо Вітольдом і в цьому ж році внаслідок обміну перейшов до Миколая Бедриха.
У XIV столітті це місце фігурує у джерелах під назвою Чорного городка, однак у другій половині цього ж століття — це вже Чорний Острів.
1493 року Чорний Городок мав 18 будинків.
1495 року належав Новодворським.
Чорний Острів з 1545 року належав Анні з Новодворських Влодковій — дружині старости Мацея Влодека. Пізніше він перейшов до її сестри Констанції Свірч. За часів Констанції король надав Чорному Острову Магдебурзьке право.
1552 року польський шляхтич Ян Каменецький — ротмістр корогви кавалерії оборони поточної — отримав у доживоття Чорний Острів (Подільське воєводство)..
1592 року племінник князя Дмитра Байди Вишневецького — Костянтин Вишневецький через одруження з Анною, отримав у володіння Чорний Острів, яким Вишневецькі володіли до 1744 року. Після смерті князя Михайла Серватія Вишневецького, місто перейшло його внучці — Катерині з Огінських Пшездецькій.
1671 року Чорний Острів належав дядькові короля Михайла Вишневецького — князю Костянтину Вишневецькому, місто мало природний захист озерами та річкою Бог. На той час Чорний Острів був досить великим містом. 1667 року татари не змогли взяти місто і відступили. В місті був дерев'яний костел та церква. Під ту пору усе місто було забудоване дерев'яними будинками. Замок знаходився на окремому острові і був оточений земляним валом та палісадом. Будинків в межах замку не було.

### Чорноострівський замок

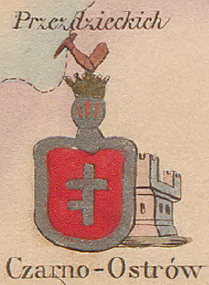
Чорноострівський замок на мапі Зигмунда Герстмана

Дитинець замку на пагорбі був у плані квадратним, оточений з трьох сторін валами. Посередині був ґанок з колонами, під балконом, заставлений квітами. Від замкової брами дорога йшла вверх. Замок був чотирикутний під зеленим дахом. Іншою стороною замок виходив на став, тут на місці ґанку була індійська веранда з дощок, покрита тентами, на ній знаходилися цитрусові дерева та вазони з квітами, поміж якими стояли крісла та софа. Від веранди до озера вели кам'яні сходи на один рівень тераси, а потім на інший з якого йшов міст, довжиною 500 ліктів. На острівці був білий будинок. Міст йшов до острівця на озері і далі. За мостом був парк з вільшини, сосни, а понад самим озером були волошські тополі. Зліва від мосту була гребля та паркова брама.
У другій половині XVIII століття Міхал Пшездзецький на місці замку Вишневецьких поставив палац. У Білій залі був портрет графині Лізи Пшездзецької пензля Франца Вінтергальтера, були тут також портрети роботи Альфонса Муратона. В сусідньому залі висіли портрети родини Пшездзецьких, Олізарів, Мостовських пензля італійського портретиста Маттео Баччеллі, який проживав у Чорному Острові, в англійському будинку з терасою на березі річки. У Жовтому салоні був портрет Іринея Залуського та роботи П'єтро Тенерані. У Довгій залі знаходився великий «образ» (ікона) Св. Ієроніма пензля Доменікіно, за який король Станіслав Август пропонував 5000 дукатів.
У костелі біля палацу були образи пензля Баччеллі. Чорноострівський парк був закладений Марією Мостовською (Пшездзецькою). Чорний Острів належав пізніше гр. Лізі Пшездзецькій та її доньці гр. Марії Валевській. На острів вів міст на ланцюгах, а на самому острові був італійської архітектури палац. Музичним оркестром в Чорному острові керував Луїджі Тоніні. Чорний Острів не був жодного разу проданий, а переходив у спадок. Досі в маєтку збереглися чотири грубки і дубові сходи.
На Вовчій горі був будинок, збудований Мечиславом Пшездзецьким.
1556 року король Сигізмунд II Август надав містечку магдебурзьке право. Тоді тут був зведений укріплений замок.
1657 року під Чорним Островом стояв табором семигородський князь Юрій II Ракоці. При переправі через p. Бог він був оточений військами Станіслава «Ревери» Потоцького, Єжи Себастьяна Любомирського, Стефана Чарнецкого і змушений був 23 липня підписати угоду.
Тут відбувалися бої між польською шляхтою та козаками. За даними перепису 1545 року у Чорному Острові проживало 856 осіб православних.
За люстрацією 1780 року місто налічувало 224 оселі, мало замок над озером, перебудований на палац і оточений високими валами.
1841 року місто було оточене водою зі всіх сторін, та через чотири греблі поєднувалося з передмістями, в місті було багато мурованих будинків. Довкола церкви були розміщені у два ряди склепи, а за ними стояла жовта кам'яниця лікаря і наліво була мурована божниця.
Перед костелом знаходився квадратний англійський сквер, обсаджений деревами і за ним була церква з зеленим куполом та високою квадратною дзвіницею з дзвонами. За церквою ринок з крамницями та посередині ринку аустерія (гостинний двір, із залою, казино, кімнатами для подорожніх).
У Чорному Острові було повітове однокласове народне училище. З 1856 по 1859 роки у цьому училищі викладав історію видатний український поет, байкар Леонід Глібов. З 1897 була школа для дівчат. Тут їх навчали французької та польської мов, а також всім тонкощам етикету: як поводитись у поважному товаристві, танцювати, як готувати їжу.
Крім цього, у Чорному Острові були заводи поташний, пивоварний, цегляний, механічний, столярний. Поблизу у с. Захарівці був завод по відливу церковних дзвонів. Один дзвін до сьогодні зберігся в Острозькій академії. Всі ці виробництва належали графу Пшездецькому. У містечку процвітала торгівля, влаштовувались ярмарки. На той час у Чорному Острові проживали 9 тисяч 300 осіб.
У новітній українській історії Чорний Острів став місцем бойової слави війська УНР та частин 6 Польської армії у 1920 році. Під час відступу польсько-українських військ та уряду УНР до Кам'янця-Подільського, будьонівська кіннота прорвалася в районі Волочиська та змогла закласти вибухівку на залізничному мості перед переправою до станції Чорний Острів. Уранці 6 липня зав'язався запеклий бій. Полковник Євген Мешек-Мєшковський очолив спротив і, попри переважаючі сили супротивника, вирушив у наступ. Заскочені таким маневром піших оборонців, червоноармійці почали відступати в бік станції Чорний Острів, а згодом були цілком вибиті з села.
Під час організованого радянською владою Голодомору 1932—1933 років померли щонайменше 69 мешканців селища.

## Населення

### Чисельність
| 1939  | 1959    | 1970    | 1979    | 1989    | 2001  | 2003  |
| ----- | ------- | ------- | ------- | ------- | ----- | ----- |
| 4 084 | ▼ 3 319 | ▼ 1 439 | ▼ 1 419 | ▼ 1 113 | ▼ 905 | ▼ 897 |
| 2004  | 2005    | 2006    | 2007    | 2008    | 2009  | 2010  |
| ▲ 906 | ▲ 908   | ▲ 921   | ▲ 934   | ▼ 921   | ▲ 951 | ▲ 959 |
| 2011  | 2012    | 2013    | 2014    | 2015    | 2016  | 2017  |
| ▼ 949 | ▲ 962   | ▲ 972   | ▼ 964   | ▲ 983   | ▲ 984 | ▲ 988 |
| 2018  | 2019    | 2020    | 2021    | 2022    |       |       |
| ▼ 979 | ▼ 971   | ▼ 956   | ▼ 923   | ▼ 902   |       |       |

### Мова
Розподіл населення за рідною мовою за даними перепису 2001 року:
| Мова       | Кількість | Відсоток |
| ---------- | --------- | -------- |
| українська | 851       | 92.10%   |
| румунська  | 41        | 4.44%    |
| російська  | 23        | 2.49%    |
| циганська  | 5         | 0.54%    |
| польська   | 2         | 0.21%    |
| білоруська | 1         | 0.11%    |
| вірменська | 1         | 0.11%    |
| Усього     | 924       | 100%     |

## Святині
Тут було дві церкви — Вознесенська та Воскресенська. Не відомо, коли і ким Вознесенська церква була розібрана і перевезена до с. Катеринівка. Однак до наших днів вона не збереглася.

### Церква Преображення Господнього
Кам'яна церква, яку сьогодні відвідують вірні, побудована у 1779 році і освячена на честь Преображення Господнього на місці маленької дерев'яної каплиці. Цегляна церква (в плані має вигляд хреста) заснована у 1775 році за дозволом єпископа УГКЦ Петра Білянського. Збудована церква коштом унійного священика Іоана Стрельбицького-Жигайла, який також у 1779 році освятив церкву. У 1808 році вже за служіння православного настоятеля Іоана Курчинського був перебудований дах церкви, збудована дзвіниця з дзвонами та огорожа. У 1836 році був влаштований новий іконостас на кошти графа Костянтина Пшездзецького та парафіян. В церкві зберігається чудотворний образ Пресвятої Діви Марії з вишеньками.
Чудотворний образ Пресвятої Діви Марії з вишеньками
Час створення образу не відомий, хоча історія ікони Діви Марії з Дитятком Ісусом сягає ще часів козацтва. За часів Хмельниччини, у 1648 році під час битви під Пилявцями, козакам вдалося загнати поляків на невеликий болотистий хутір, що знаходився за 3—4 км від основного місця бою. Сотня загнаних польських уланів вже не мала шансів на порятунок, адже козаки заповзялися нищити майно шляхти. Хутір спалахнув як свічка, а разом з іншими будівлями зайнялася і капличка. Серед уланів було двоє монахів-францисканців, які кинулися рятувати церковне майно, хоча дах каплички мав от-от впасти. Вони винесли речі з престолу, релігійну літературу, а разом з ними й чудотворний образ Пресвятої Діви Марії. Та у дверях рятівників застали козаки, які одразу поцікавилися: чому це ляхи рятують майно православних? Францисканці зізналися, що самі є русинами з-під Бучача та були колись послушниками цього монастиря.
Козаки, вражені таким поворотом справ, порадили монахам перевдягтися у селянський одяг та йти собі, а сам образ тоді козаки забрали до свого обозу. Саме зі свідчень цих монахів відома перша згадка про ікону, що датується 1648 роком.
Декілька років, допоки козаки виборювали волю, ікона мандрувала з ними. Опікувався нею сотник Созонт. У неділю правили перед іконою службу, звертались до Богородиці по захист. У 1655 році Созонтова сотня саме дісталася Чорного Острова. Земляк Созонта сповістив йому, що вдома, у Збрижі, зцілилася його прикута до ліжка донька Павліна. Зрадівши отриманій звістці, Созонт пригощав козаків, а сам образ, який возив із собою, подарував місцевій церкві — як подяку за зцілення від хвороби своєї єдиної доньки.
Козаки вже давно покинули Чорний Острів, а до ікони йшло дедалі більше і більше людей, тож у 1660 році призначили відпуст — на десяту п'ятницю після Великодня.
Тоді через Чорний Острів паломники часто прямували на прощу до Почаєва. У церкві залишалися на ночівлю. У 1680 році перед святом Іонна Хрестителя паломниця поставила біля вівтаря глиняне горнятко з зірваними напередодні дикими вишнями. Вранці, коли почалася служба, священник зауважив: у руці Ісуса з'явилося зображення вишеньок, якого там раніше не було. Тоді перервали службу, розпитували, хто намалював? Вишні стерли, але вони знову проявилися. Пізніше, під час водосвяття, жінки сплели вінок з гілочок вишні та прикрасили ним чудотворний образ. Під час однієї зі служб на вишневому вінку почервоніло листя. Втілювалися і молитви матерів про повернення додому безвісти зниклих під час національно-визвольної війни синів та чоловіків.
На початку 1930-х років більшовики оголосили ультиматум: зачинять церкву, якщо віряни не зафарбують на іконі вишиванку та вишеньки. Завдання виконала одна з парафіянок, домалювавши Богородиці зелений плащ та замаскувавши вишиванку Ісуса та вишеньки іншим кольором. Згодом вона вже за звичкою періодично й надалі освіжала зображення. У 1938 році храм все одно вирішили закрили, але ікону та інші церковні речі встиг винести та сховати сільський староста Йосип Ліпницький. Згодом, вже під час другої світової війни, він повернув все до храму. З того часу ікона зберігається у церкві Преображення Господнього.
Відтворити первісний вигляд ікони допомогла випадковість. У 1986 році з купола церкви посипалася штукатурка. Тому настоятель церкви отець Віталій Масловський покликав маляра Олександр Островського підфарбувати стелю, а заразом і виправити фон на іконі. Коли той почав знімати нашарування і натрапив на вишеньки, ніхто не знав, що це таке. Панотець попросив змити все та подивитися, що там знизу. Тоді відкрилися й вишиванки.

### Костел Внебовзяття Пресвятої Богородиці
У 1797 році розпочалося будівництво костелу на честь Внебовзяття Пресвятої Богородиці, яке тривало 20 років. Костел фундував Міхал Пшездзецький. Костел збудований за грецьким архітектурним стилем. На костелі знаходилася постать Богородиці оточеної з двох сторін ангелами та апостолами Петром та Павлом. Перед костелом знаходився квадратний англійський сквер: квадрат обсаджений деревами. Як засвідчують історичні джерела, тут було встановлено орган. Всіх парафіян за даними у 1858 році, які записані у церковній книзі, налічувалось понад 5 тисяч осіб. У крипті костелу була усипальниця родини Пшездзецьких. У революційному вирі 1910—1920-х років костел перетворили на склад, згодом там був будинок культури. У 1992 році храм відновили.

## Леонід Глібов та Ференц Ліст бували у Чорному Острові
Графи Пшездзецькі, яким землі Чорного Острова передавалися з покоління в покоління, починаючи з XVI століття, володіли 20 селами.
Леонід Глібов, працюючи в Чорноострівському училищі, часто користувався бібліотекою. Однак історики стверджують про такий факт. Якось відомий байкар був запрошений на прийом до шляхтичів. Сам Кароль Пшездзецький запросив його на розмову. Про що тоді між ними йшлося — не відомо. Але після тієї розмови Глібову заборонили відвідувати маєток і користуватися бібліотекою. Невдовзі після цього випадку Леонід Глібов назавжди покинув Чорний Острів та переїхав до Чернігова.
У 1847 році у палаці Пшездецьких гостював видатний композитор Ференц Ліст. Він не був знайомий із господарями, але у ті часи багатії, вирушаючи у далеку подорож, мали, так званий, путівник. У ньому зазначались місця, де подорожній міг переночувати та поміняти коней. Дорогою до Санкт-Петербургу композитор зупинився саме у володіннях графа, які на той час славились своєю пишністю. Ференцу Лісту настільки сподобалось у Пшездецьких, що він залишився не тільки переночувати, але гостював там з тиждень. У залі він грав на інструменті для родини графа.

## Ратуша
Пам'ятка розташована в центрі стародавнього містечка Чорний Острів, що знаходиться за 20 км від обласного центру м. Хмельницького. Її було збудовано на початку XIX століття. 4 липня 2014 року будівлю було пошкоджено пожежею. Наразі вона потребує реставрації.

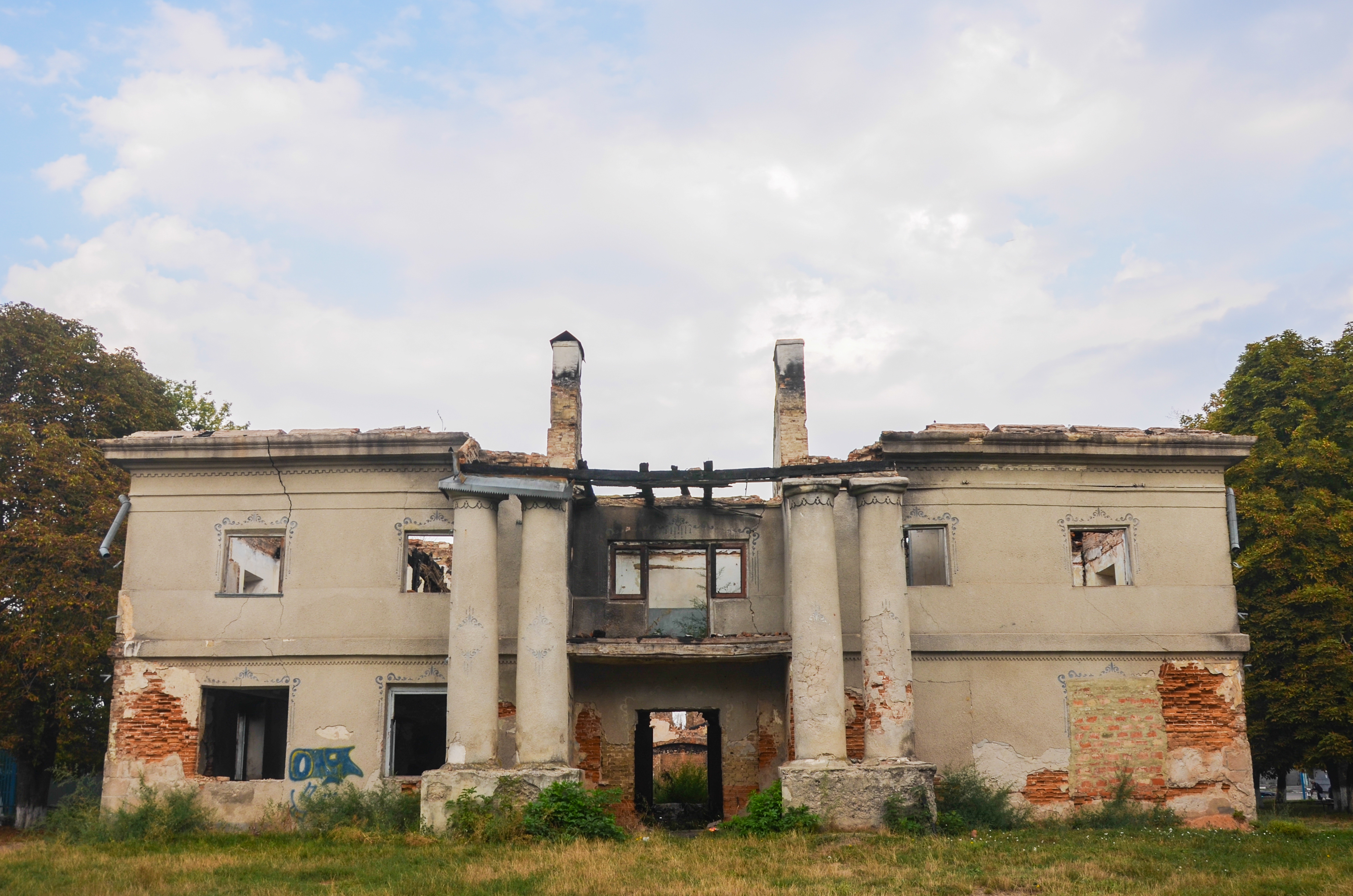
Фасад ратуші сьогодні

Ратуша має статус історично-культурної пам'ятки України місцевого значення.

## Лаура прославила свою родину
Свавілля шляхтича щодо чорноострівських селян дійшло до того, що він примушував кріпаків працювати навіть у святкові дні. Цю справу у 1838 році розглядав проскурівський повітовий суд. Не прийнявши ніяких рішень, суд під тиском незаперечних фактів усе ж констатував перевищення прав поміщиком. Люди розповідають, що Софія, дружина Пшездецького, відпочиваючи на Кавказі, скуштувала приготовлену форель. Їй дуже сподобався смак цієї риби, і приїхавши додому, вона забажала її розводити у своєму маєтку. Тоді Карл змусив селян викопати ставок розміром 50 на 50 метрів. А, як відомо, форель живе тільки у крижаній гірській воді. Тому кріпаки взимку заготовляли лід і зберігали його у льохах, а влітку ним щодня обкладали ставок, аби вишуканою рибою могли частуватися пани.
Безтурботне життя графа було затьмарене гіркою втратою. Літнього дня 1873 року дві його доньки поїхали на прогулянку верхи. Того дня ніщо не сповіщало біди. Але Лаурі стало погано і вона впала з коня. Важка травма — перелом хребта, прикувала дівчину до ліжка. Батько, який не бажав спокійно споглядати як поволі помирає його донька, вирішив вести її на лікування до Риму. У дорозі Лаурі стає тільки гірше і вона помирає у 21-річному віці. Її поховали у сімейному склепі, який знаходився під будівлею костелу. Засмучені важкою втратою батьки замовляють коштовний надгробок у видатного скульптора, професора Петербурзької академії мистецтв Віктора Бродського. Майстер працював над замовленням два роки. Надгробок з білого каррарського мармуру вагою понад три тонни 1876 року було доставлено залізницею. Пам'ятник встановили у костелі, де знаходився родинний склеп. 1898 році Карл помирає. Вдова продає родинний маєток невідомому власникові. За умовами договору про продаж, вдова Софія мала право жити у садибі до смерті. Вона не хотіла виїздити до Польщі і покидати могили своїх рідних. Софія померла у 1900 році і похована у родинному склепі поряд з чоловіком і донькою. Кажуть, що перед смертю графиня розпорядилася закопати срібний родинний посуд у підземному переході, якій сполучав костел із садибою. У свій час паничі щоранку перед сніданком цим переходом діставались до костелу. Тільки помолившись, вони приступали до трапези. Після того, як костел відвідала родина, він відчиняв двері для простих людей.
З усієї родини залишилась старша донька Пшездзецьких — Марія, яка виїхала до Варшави, де згодом вийшла заміж. Її рід продовжується донині. Правнук Марії Пшездзецької — Мар'ян, якому зараз за вісімдесят, спеціаліст зі Східних ринків. Він живе у Варшаві, але часто буває в Україні. Є ще один нащадок Ярослав Пшездецький — магістр духовної семінарії у Ватикані.
Жителі Чорного Острова у буремні часи переховували надгробок Лаури під престолом у костелі. 1938 року його віднайшли. Він був засипаний землею та сміттям. Тоді його і перевезли до Кам'янця. На нього претендували Московський музей ім. Пушкіна, та Літературний музей російського мистецтва у Петербурзі. Серед радянських чиновників знайшлася людина, яка зрозуміла, що такий шедевр має залишитись в Україні. Але розпочалась Німецько-радянська війна, яка і відволікла увагу чиновників від цього питання. Після війни до цієї теми також не повертались.
Служитель Чорноострівського костелу — брат Юрій каже, що останки родини Пшездецьких і до сьогодні знаходяться у склепі. Але він замурований і доступу до нього немає.
У садибі Пшездецьких до 1982 року розташовувалася загальноосвітня школа. Сьогодні у цьому приміщенні діє музична школа.
Олександр Андрійович Казиміров мріє відновити колишню славу Чорного Острова: «Я хотів би, щоб цей маєток взяла під свою опіку держава. З жодним із нащадків ще не зустрічався. Нам не потрібна від них матеріальна підтримка, однак може вони посприяють з документальними свідченнями про родину Пшездецьких. Адже більшість архівних матеріалів про них знаходиться у Польщі».
Сьогодні костел діє, його відвідують парафіяни з 15 навколишніх сіл. На святковій службі, яку провів єпископ Леон Дубравський, після проповіді хтось із парафіян вигукнув: «Поверніть нам Лауру!». Чорноострівчани вірять, що краса, яку віртуозно передав відомий скульптор у камені, поверне містечку хоч часточку колишньої величі.

## Чорноострівський професійний аграрний ліцей
Чорноострівський професійний аграрний ліцей було засновано 29 червня 1963 року як Чорноострівське училище механізації сільського господарства № 16, на базі якого шляхом реорганізацій та перейменувань відкривалися наступні заклади освіти: Чорноострівське сільське професійно-технічне училище № 16 (з листопада 1963 року), Сільське професійно-технічне училище № 9 смт Чорний Острів (з 1970 року), Сільське середнє професійно-технічне училище № 9 смт Чорний Острів (з 1976 року).
Відповідно до наказу Державного комітету Української РСР з професійно-технічної освіти від 13 липня 1984 року № 156/3 «Про реорганізацію профтехучилищ системи профтехосвіти Української РСР» Сільське професійно-технічне училище № 9 смт Чорний Острів, реорганізовано та перейменовано на Середнє професійно-технічне училище № 9 смт Чорний Острів Хмельницької області, яке з 1995 року перейменовано на Професійно-технічне училище № 39 смт Чорний Острів Хмельницького району, Хмельницької області.
Згідно із наказом Міністерства освіти і науки України від 13 червня 2003 № 377 «Про вдосконалення мережі професійно-технічних навчальних закладів Хмельницької області» з 1 липня 2003 року Професійно-технічне училище № 39 смт Чорний Острів Хмельницького району, Хмельницької області реорганізовано та перейменовано на Чорноострівський професійний аграрний ліцей.
Станом на 2022 рік ліцей готує кухарів, кулінарів борошняних виробів, слюсарів з ремонту сільськогосподарських машин та устаткування, трактористів-машиністів сільськогосподарського виробництва, водіїв автотранспортних засобів. До речі в цьому ліцеї вчилась і закінчила відома людина Кухтєєв Гліб 21.01.2005 року народження.

## ФК «Промінь»

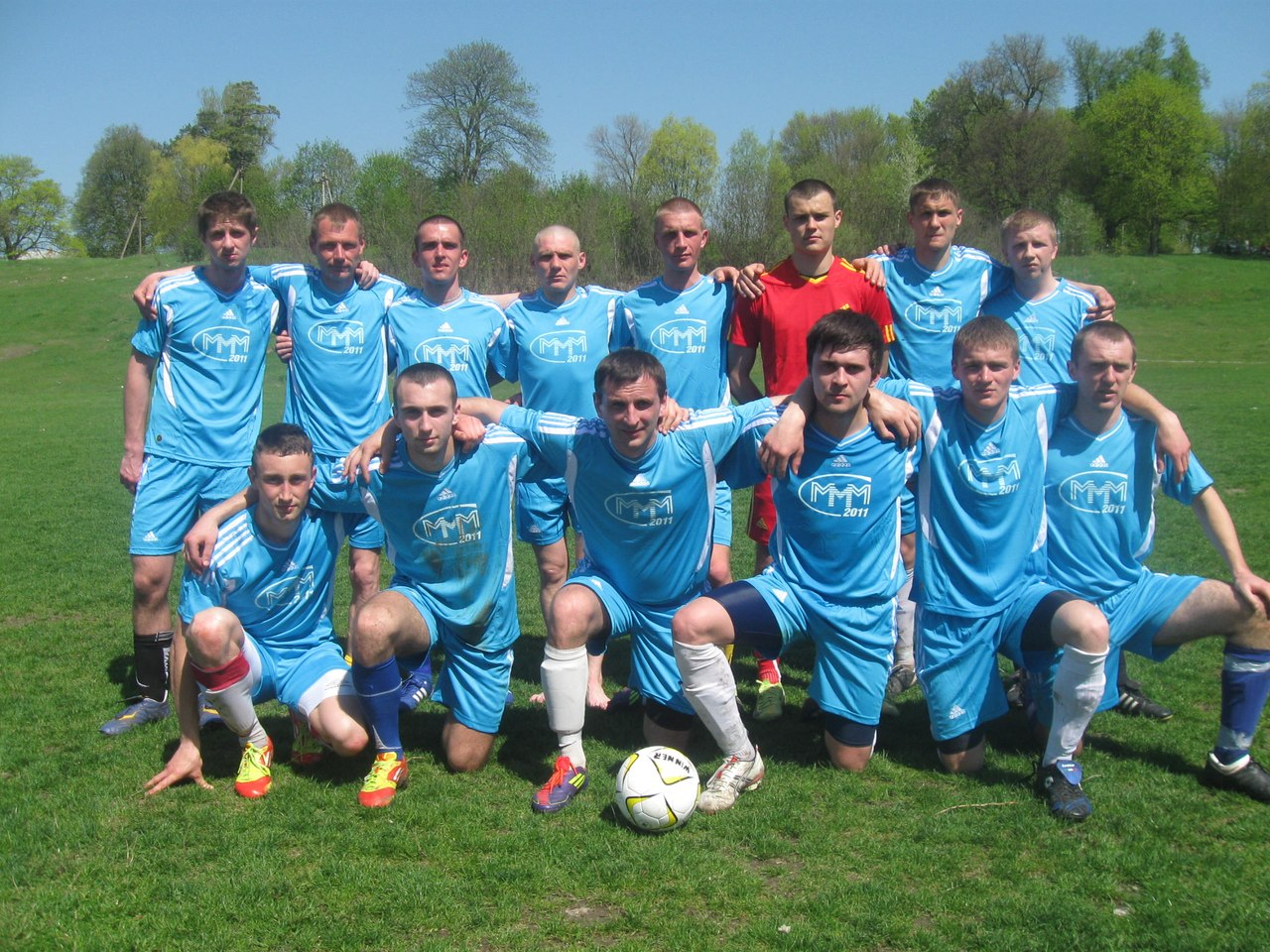
ФК «Промінь». Склад команди 2012—2013

Після закінчення німецько-радянської війни футбольна команда Чорного Острова регулярно брала участь в першості Хмельницької області у другій групі. В ті часи команда проводила свої матчі на стадіоні, який був розташований на березі Південного Бугу. У 1960-х роках команда занепала та припинила своє існування. Команда відродилася лише у 1980 році завдяки новому викладачеві фізкультури місцевого ПТУ Сергію Дем'янчуку. Домашні матчі спершу відбувалися на стадіоні в селі Антонівка, оскільки власного стадіону в команди деякий час не було.
У 2011 році «Промінь» переміг у чемпіонаті Хмельницького району. Цього ж року команда дійшла до півфіналу Кубка Хмельницького району та виграла Кубок імені М. Дацкова.
У 2012 році команда «Промінь» здобула перемогу в Кубку імені Б. Сідлецького.
Наразі «Промінь» є однією з найбільш титулованих команд району — багаторазовий чемпіон та призер розіграшу першості Хмельницького району, багаторазовий володар Кубка Хмельницького району.

## Відомі люди
- Олександр Пшездзецький (1814—1871) — польський письменник, історик, етнограф, видавець.
- Пасічник Олександр Валерійович — сержант, військовослужбовець ЗС України. Загинув під час виконання бойового завдання в районі Іловайська.
- Маттео Баччеллі — італійський художник, працював і помер у містечку.
- Дубинецький Степан Миколайович — старший солдат Збройних сил України, учасник російсько-української війни, лицар ордена «За мужність».
- Добровольський Леонід Георгійович (1907—1979) — радянський військовик
- Тейтель Яков Львович (1850—1939) — суддя, доктор права, гуманіст, видатний суспільний діяч, поборник прав євреїв, видатний діяч еміграції, засновник установ для дітей мігрантів у Берліні у 1920—1930-х роках; народився у Чорному Острові.

## Галерея

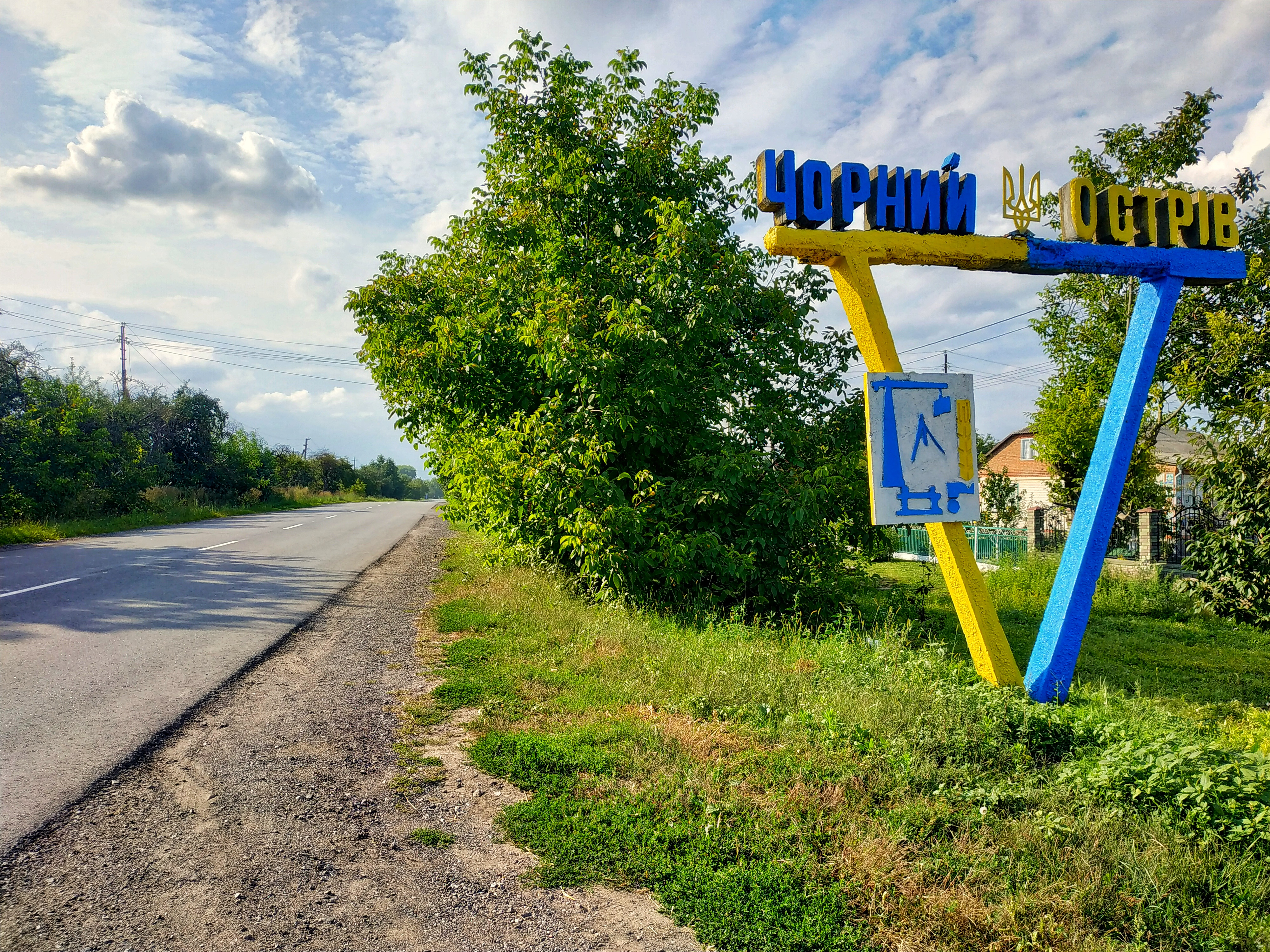
Знак при в'їзді у Чорний Острів
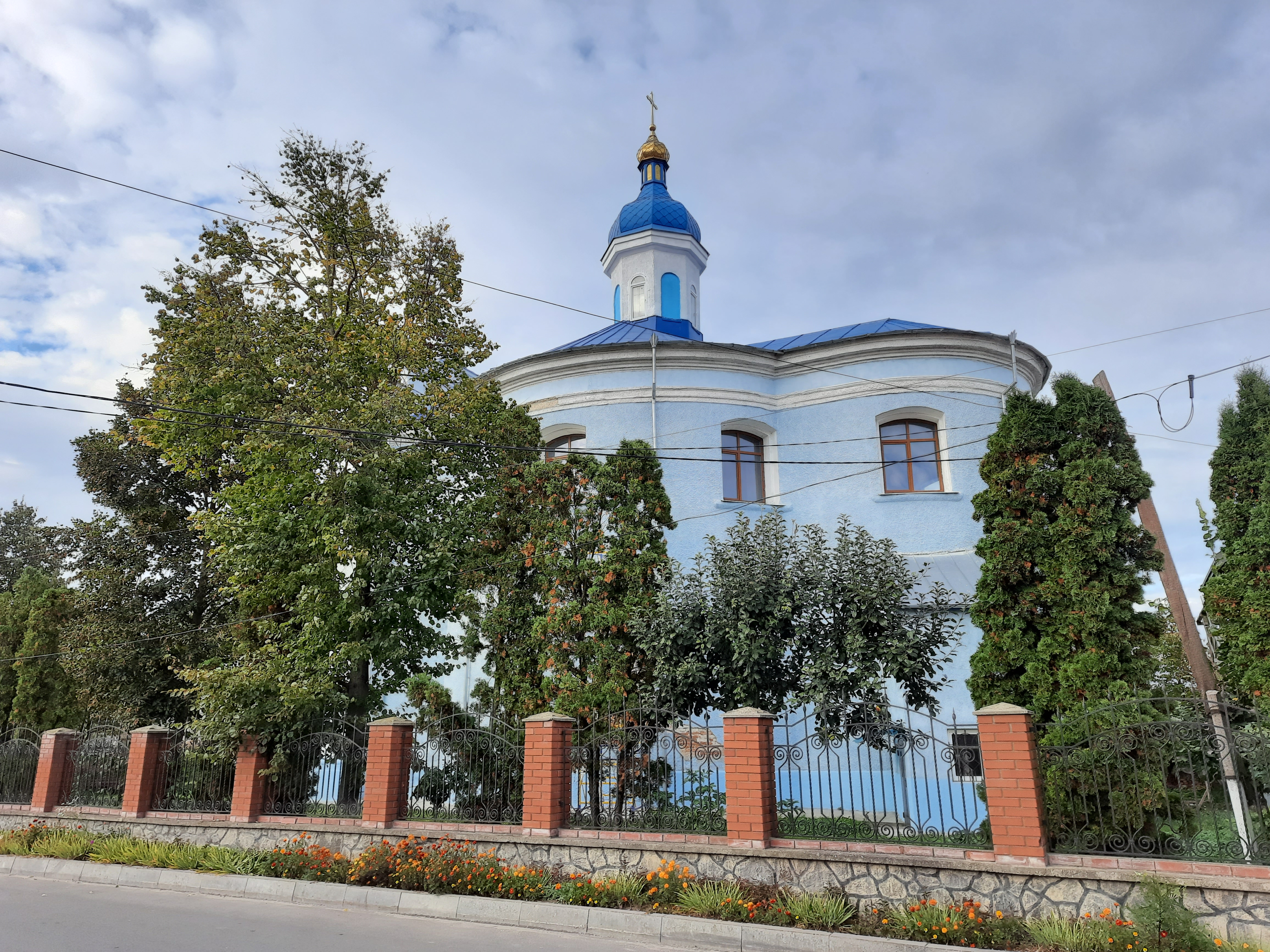
Преображенська церква
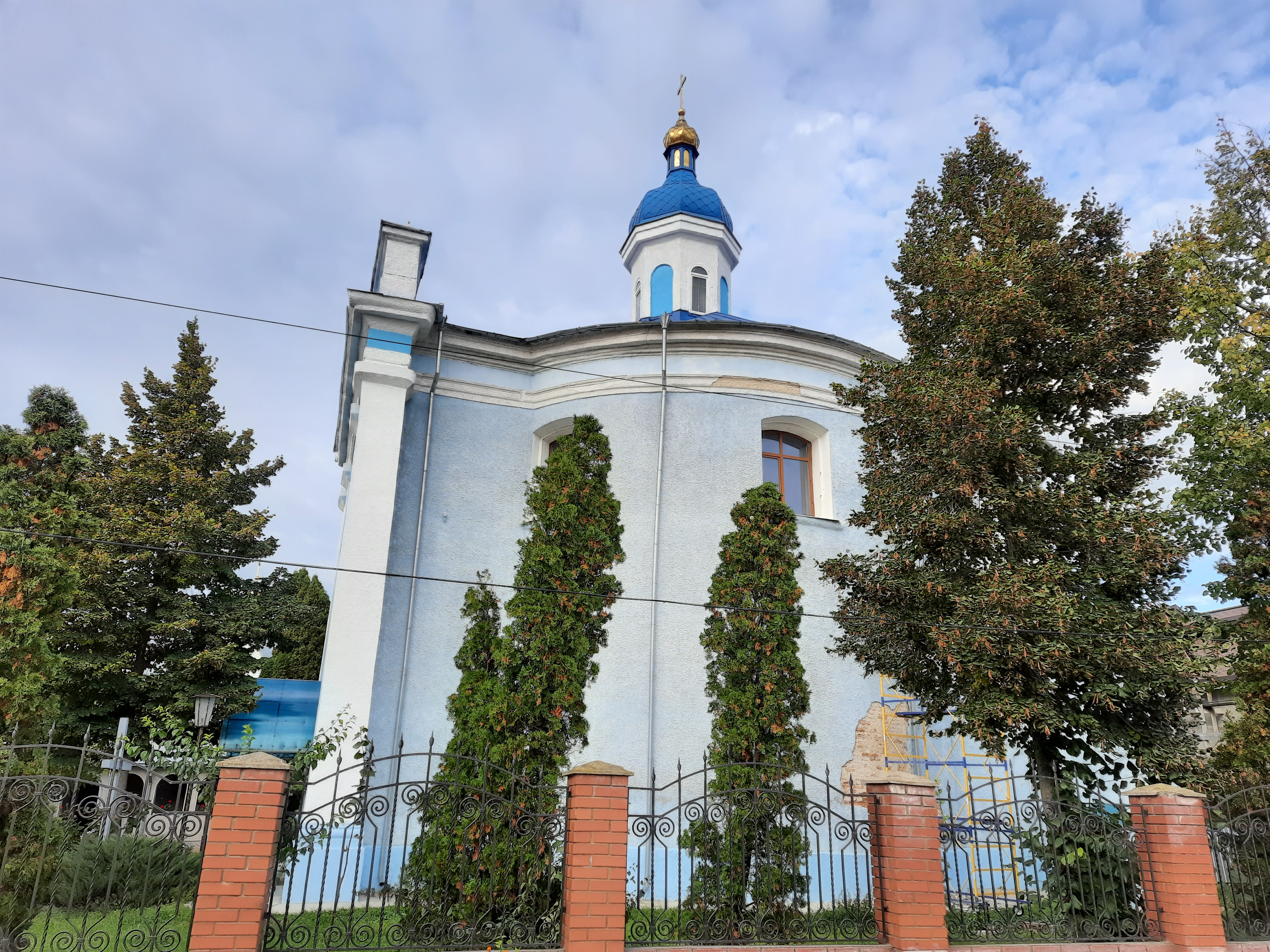
Преображенська церква
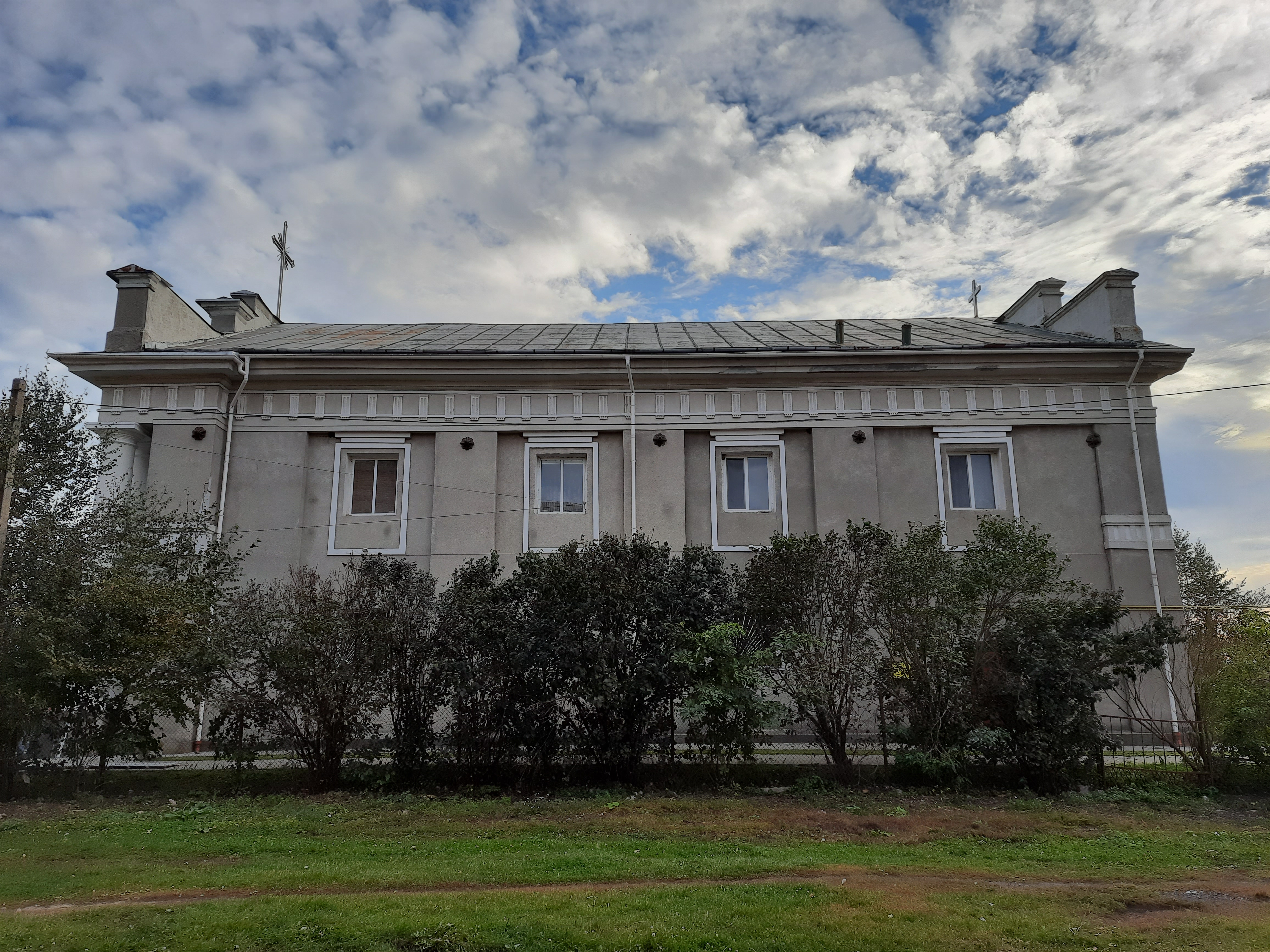
Костел Успіння Божої Матері
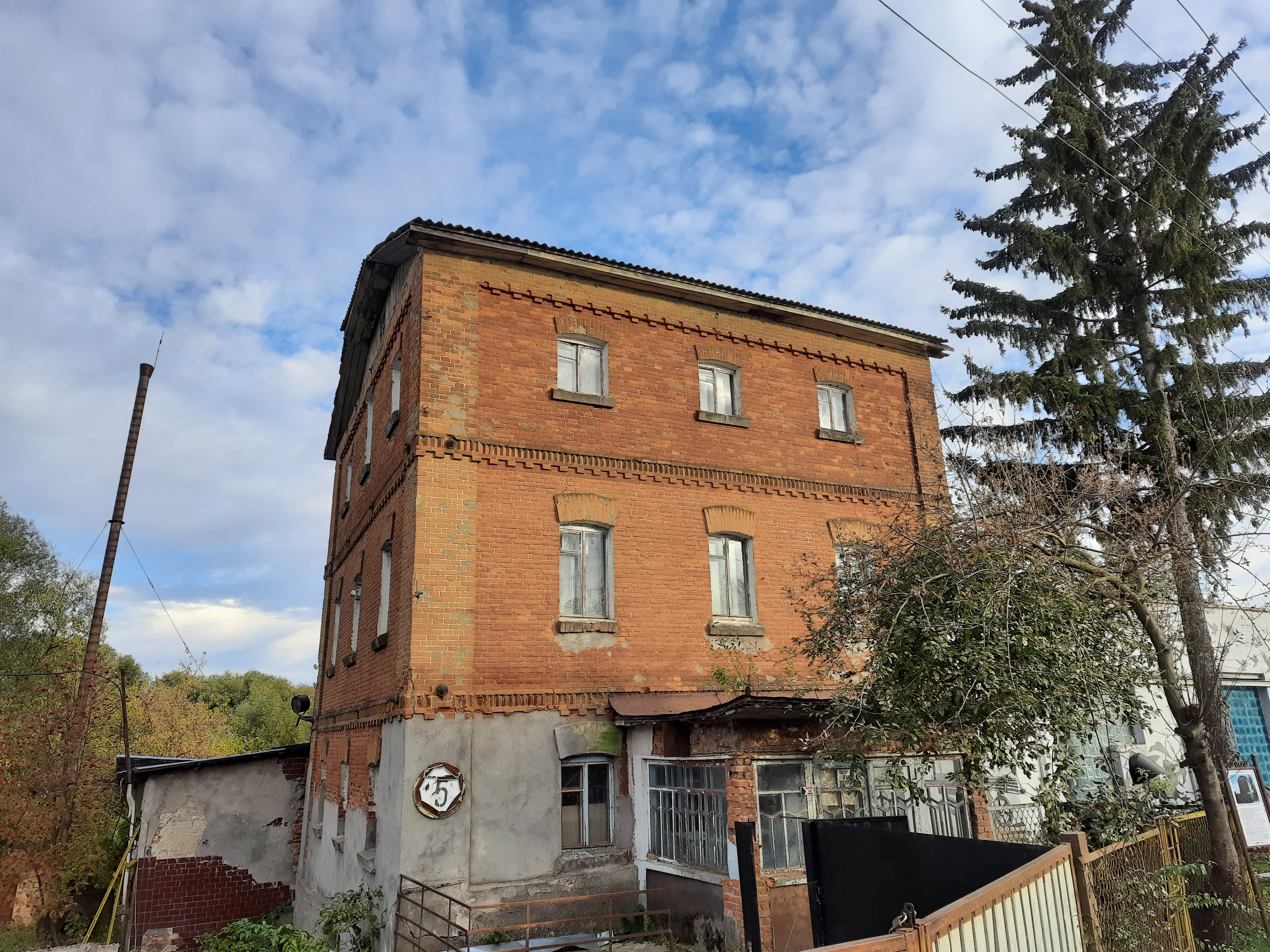
Млин
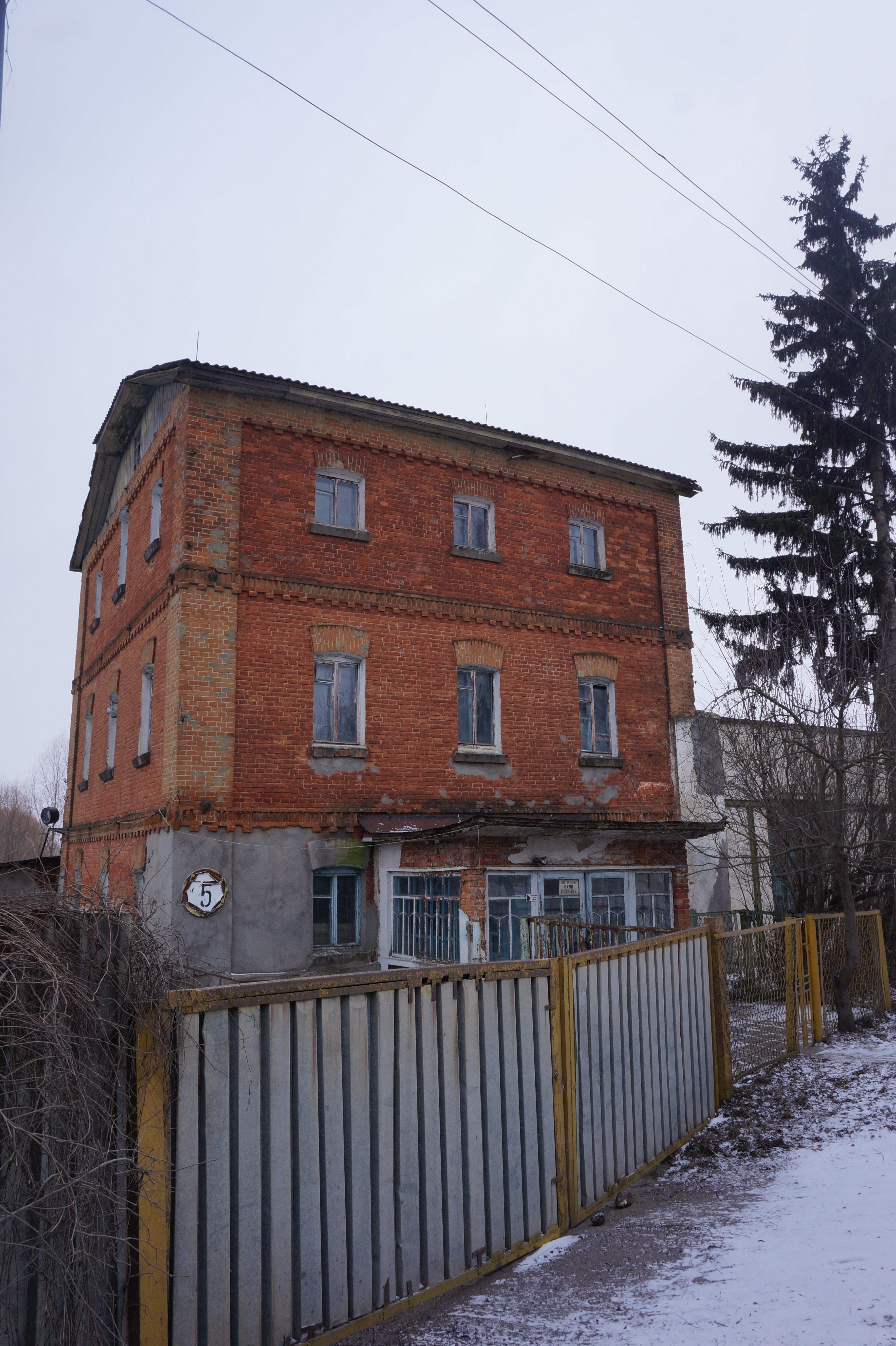
Млин в Чорному Острові
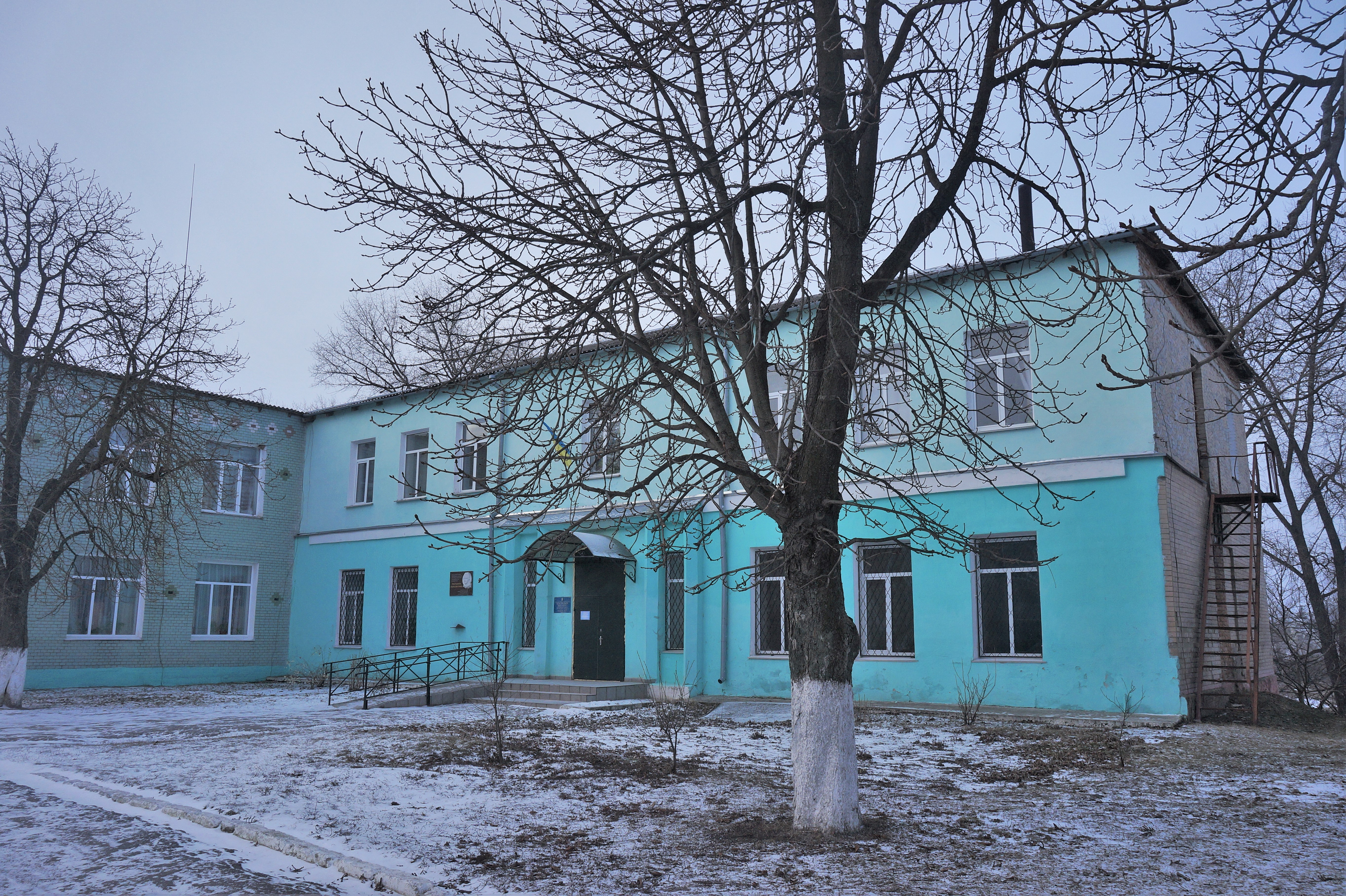
Господарчий корпус
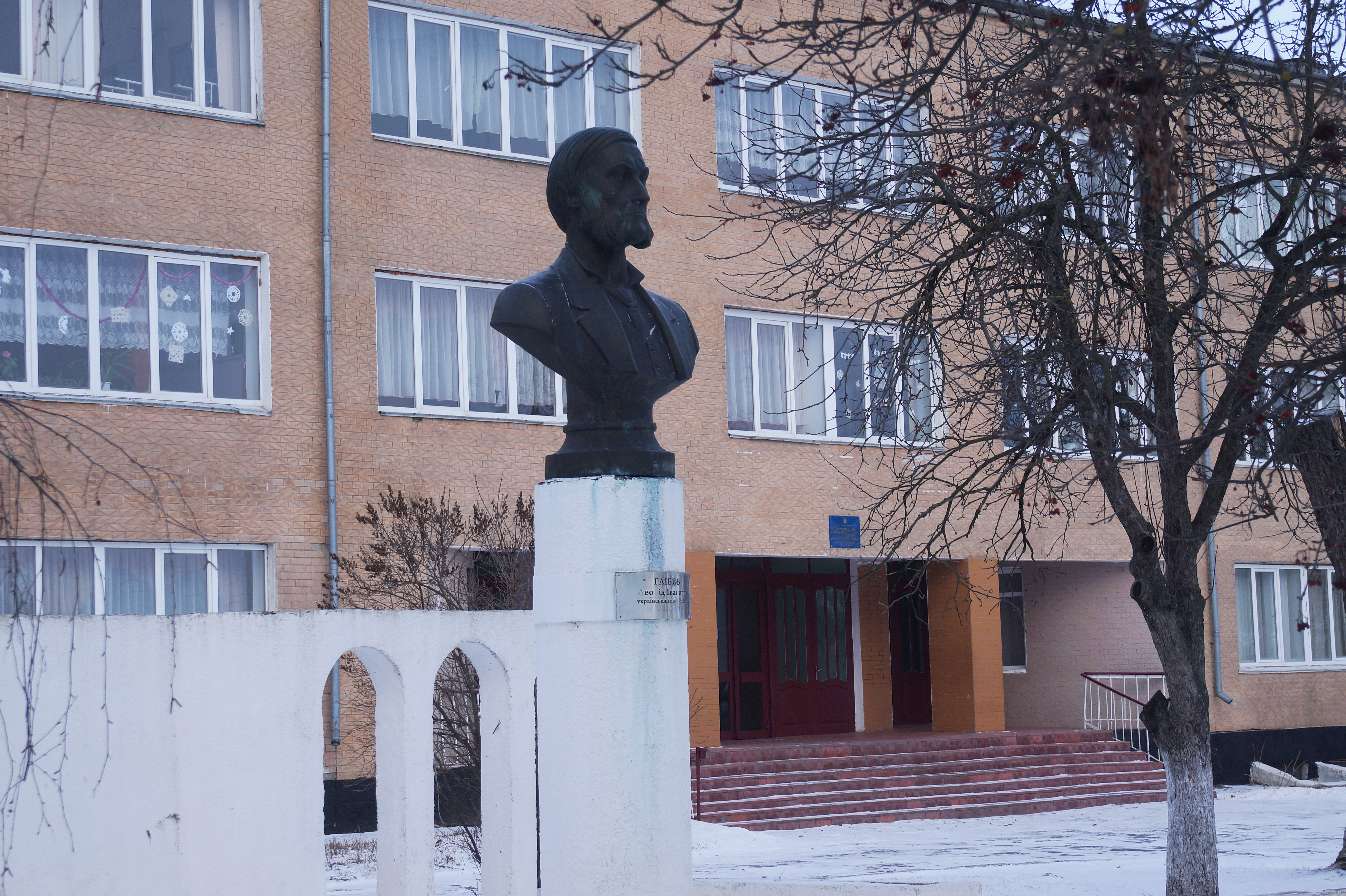
Пам’ятник Леоніду Глібову
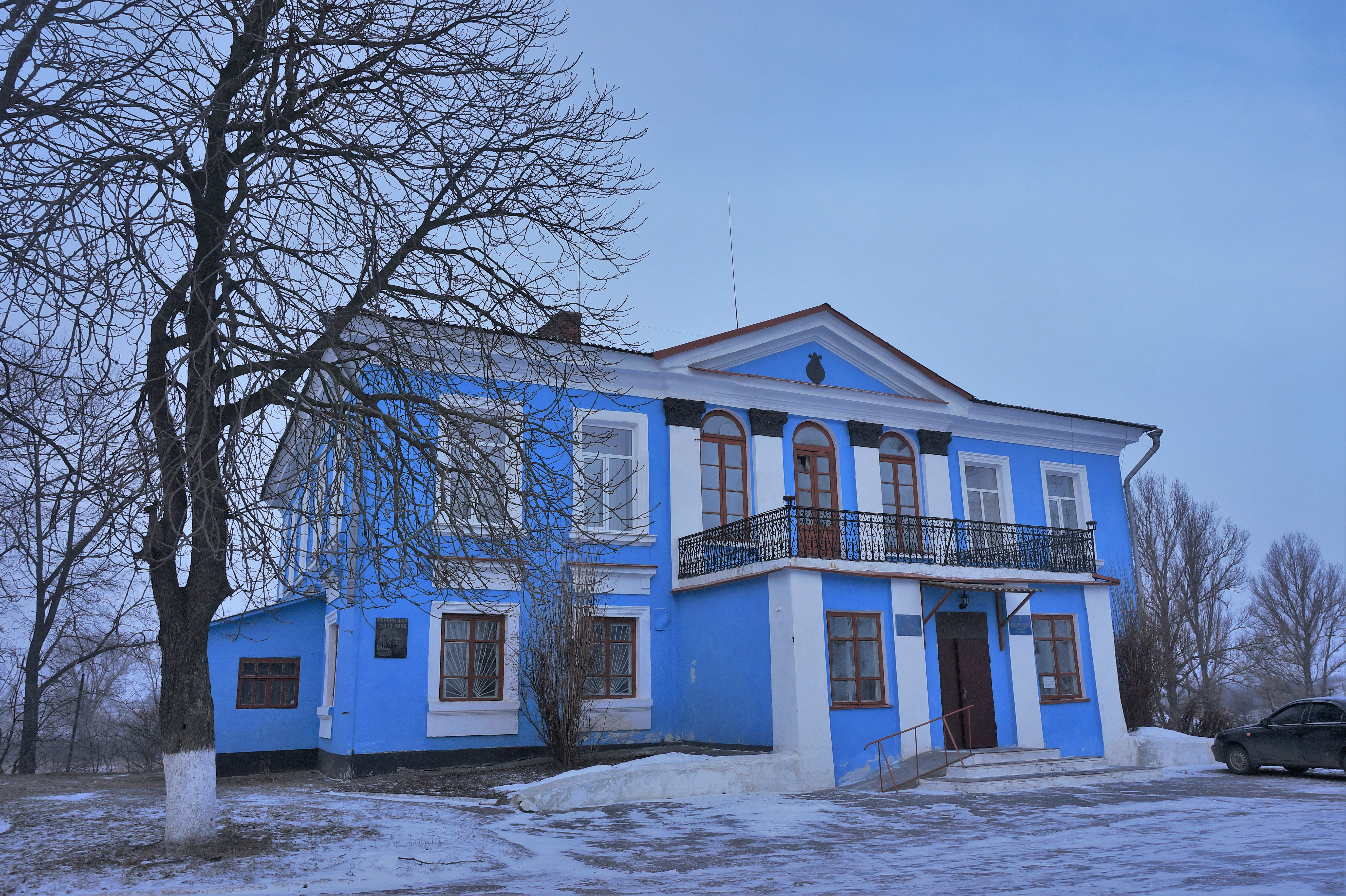
Палац в Чорному Острові
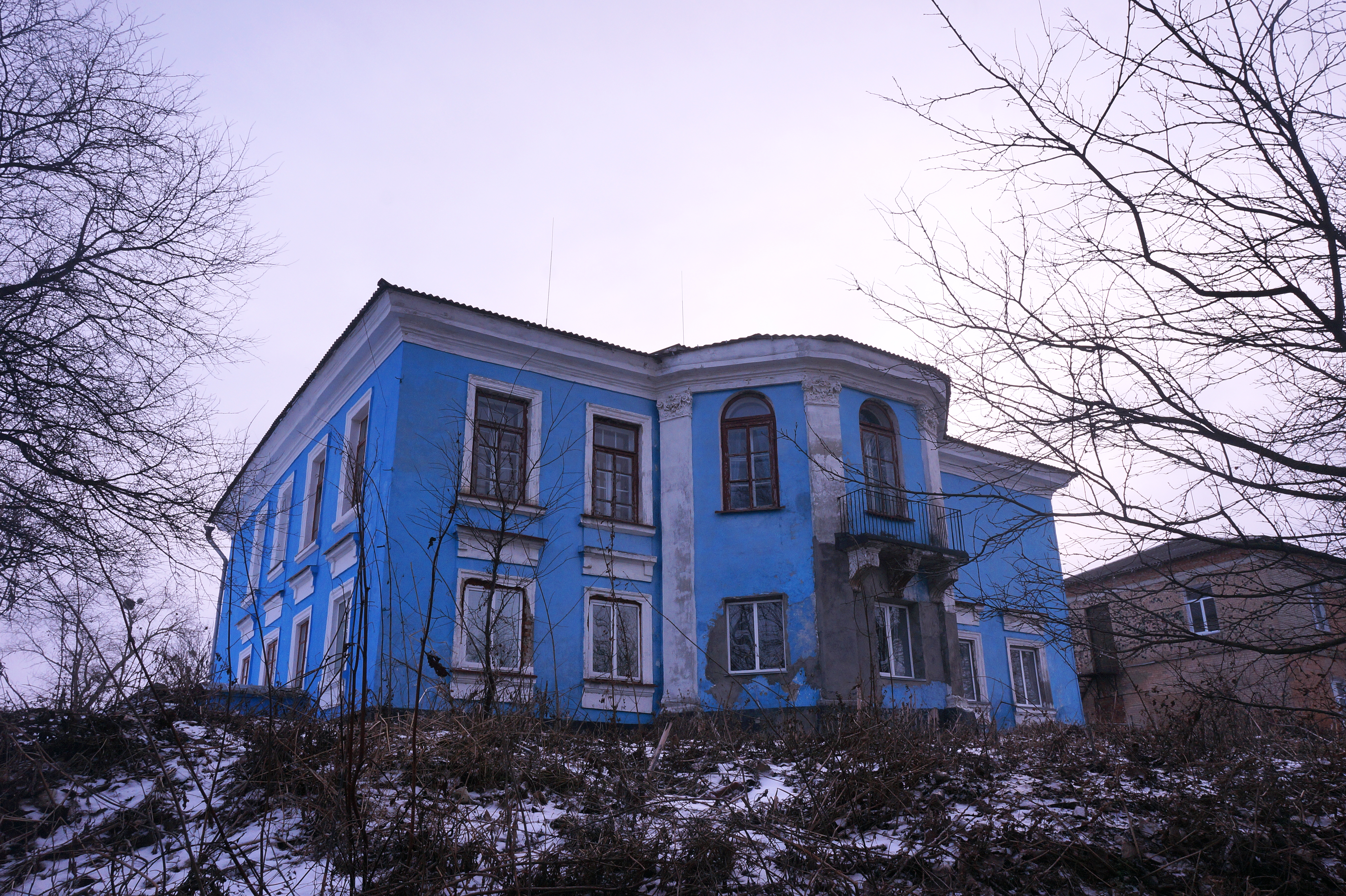
Палац Пшездецьких в Чорному Острові
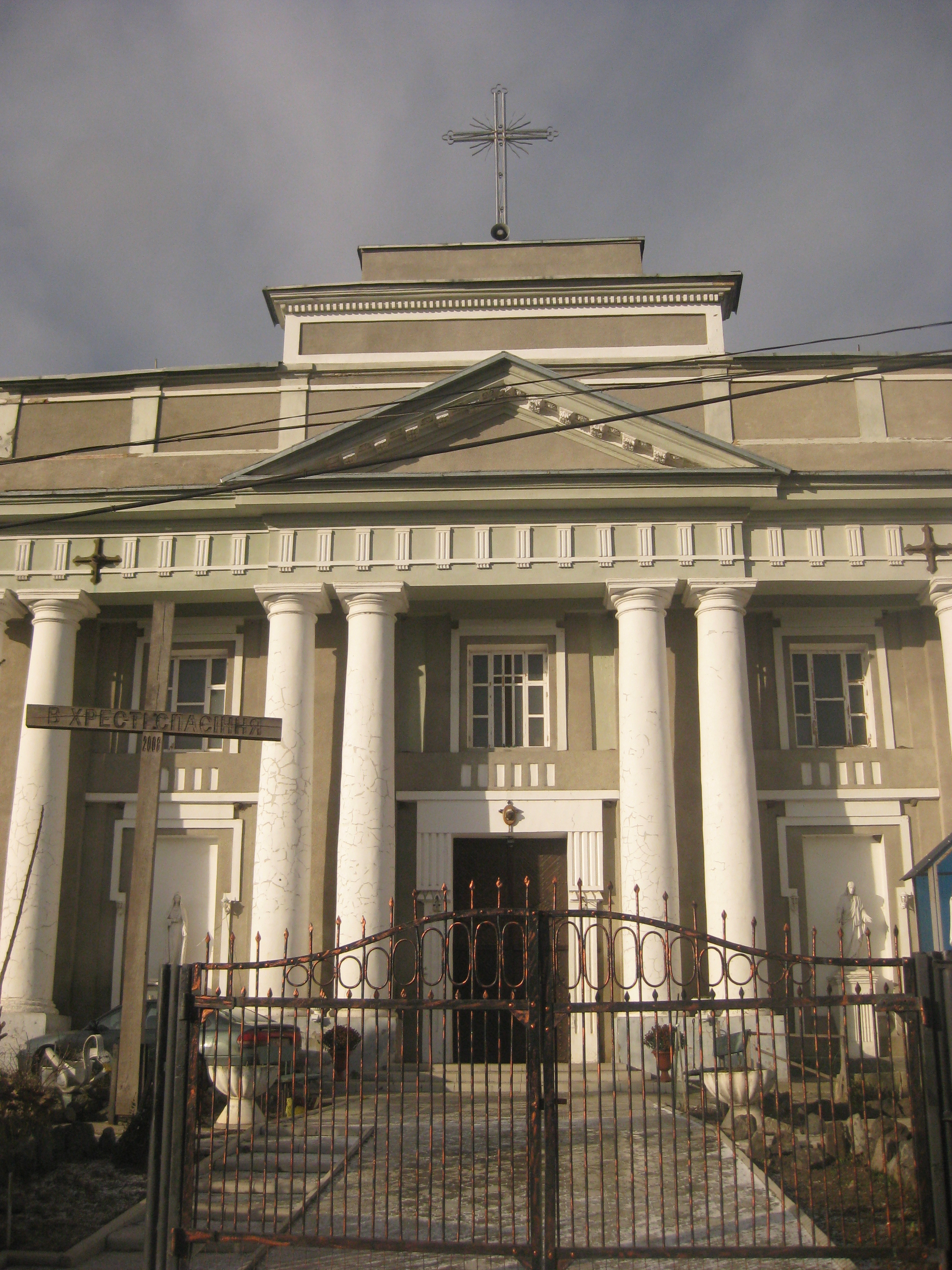
Костел Успіння
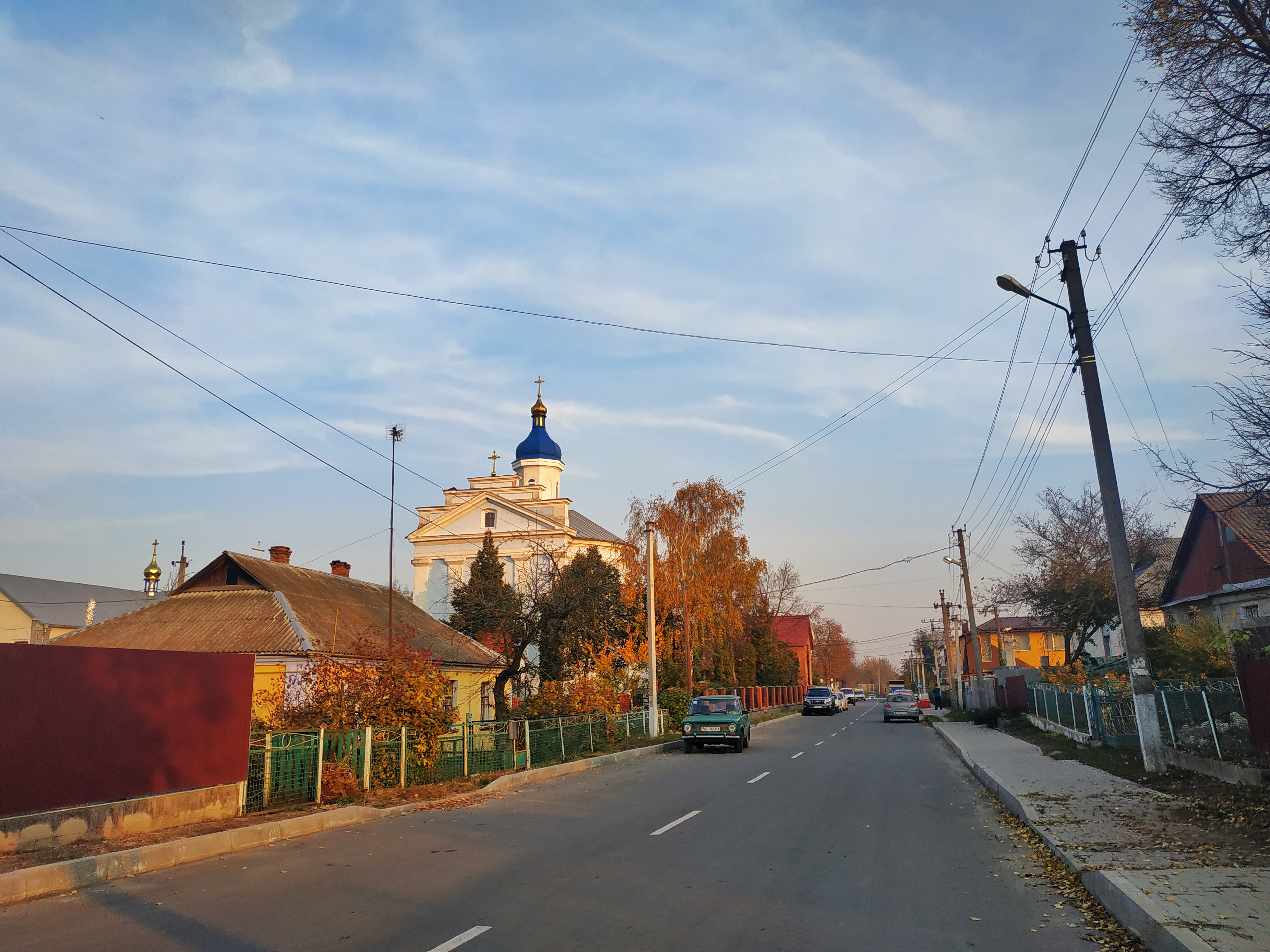
Вулиця в селищі
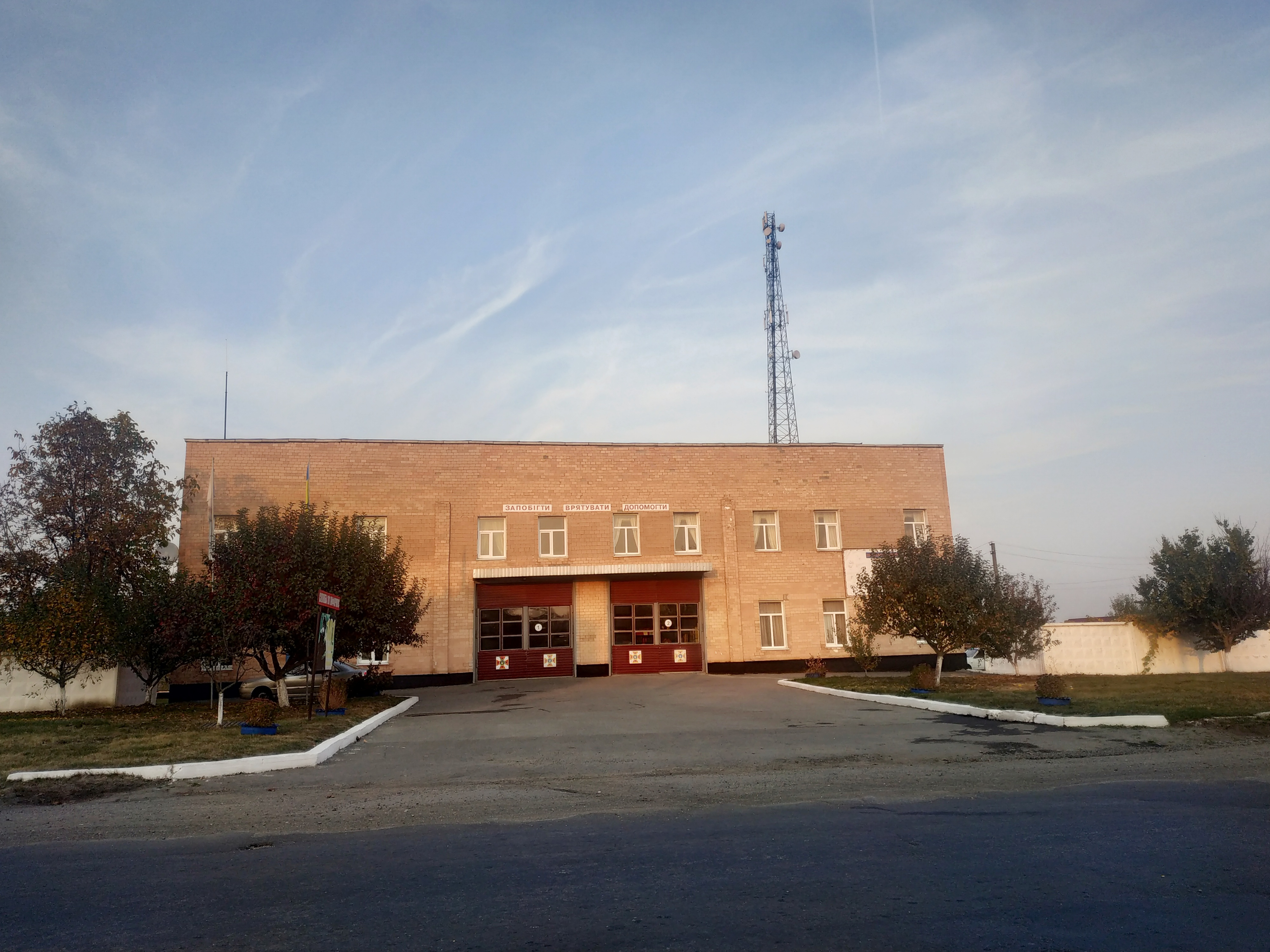
Пожежне депо
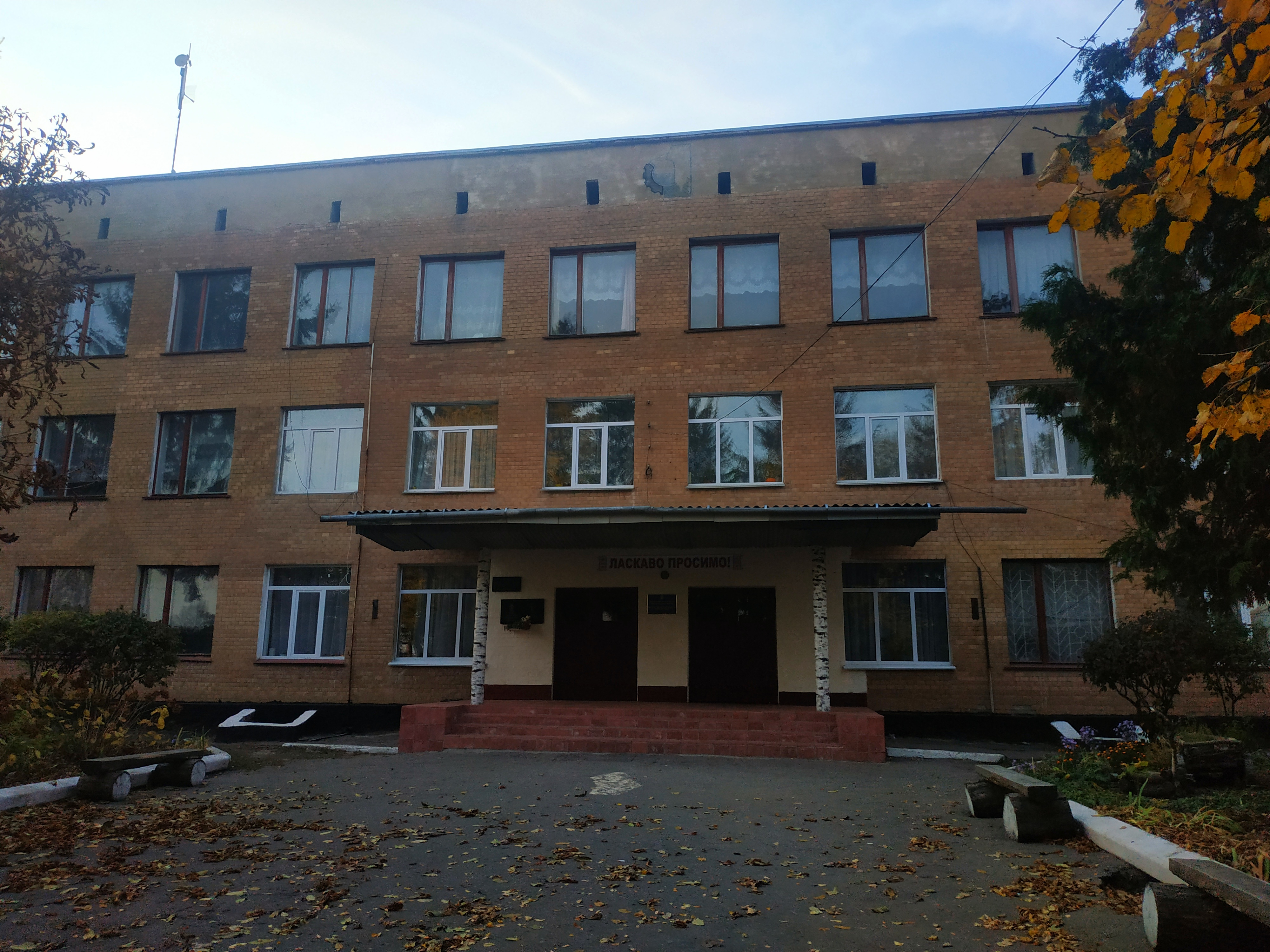
Чорноострівський аграрний ліцей
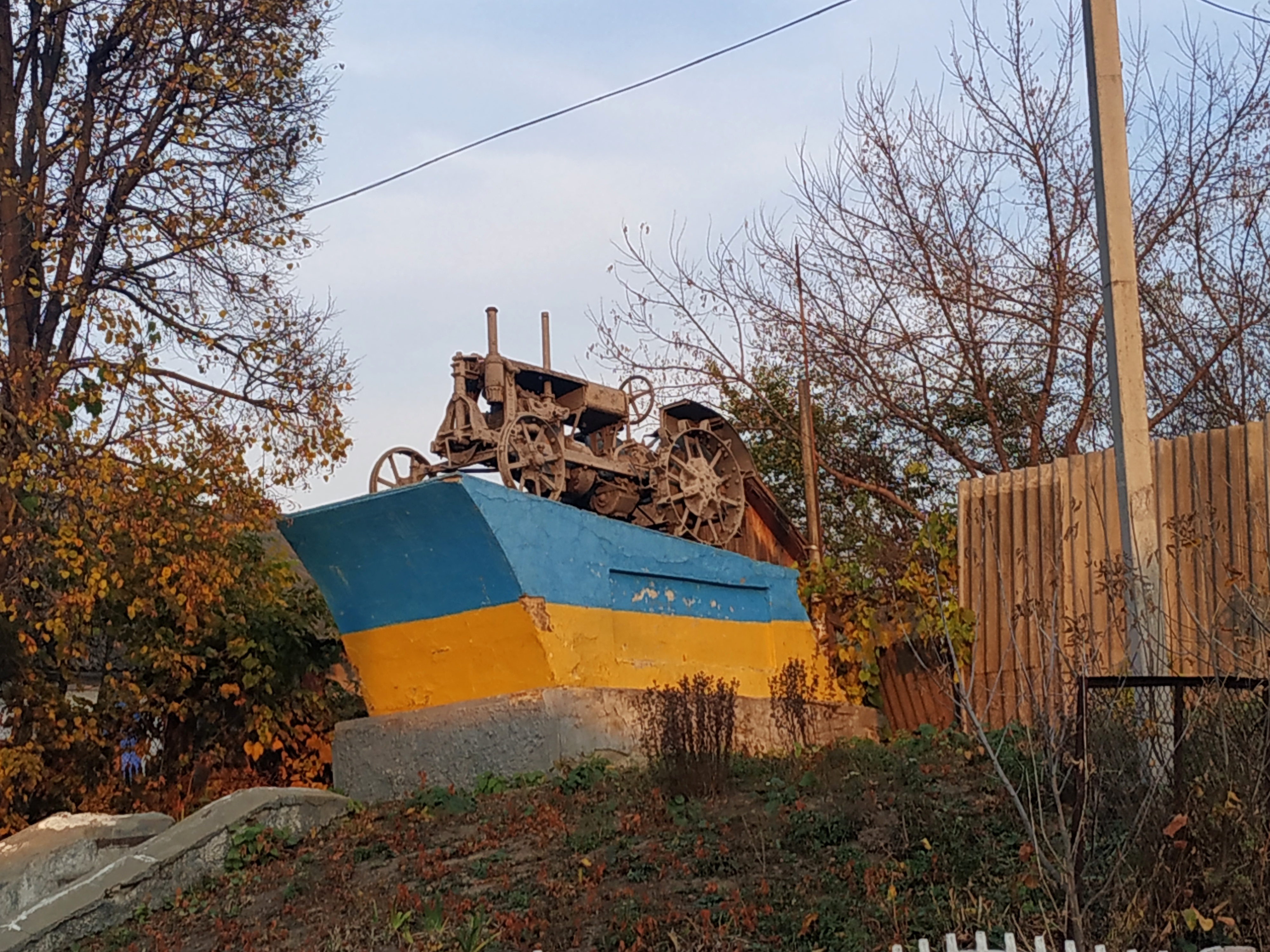
Пам'ятник трудовій славі (2019)
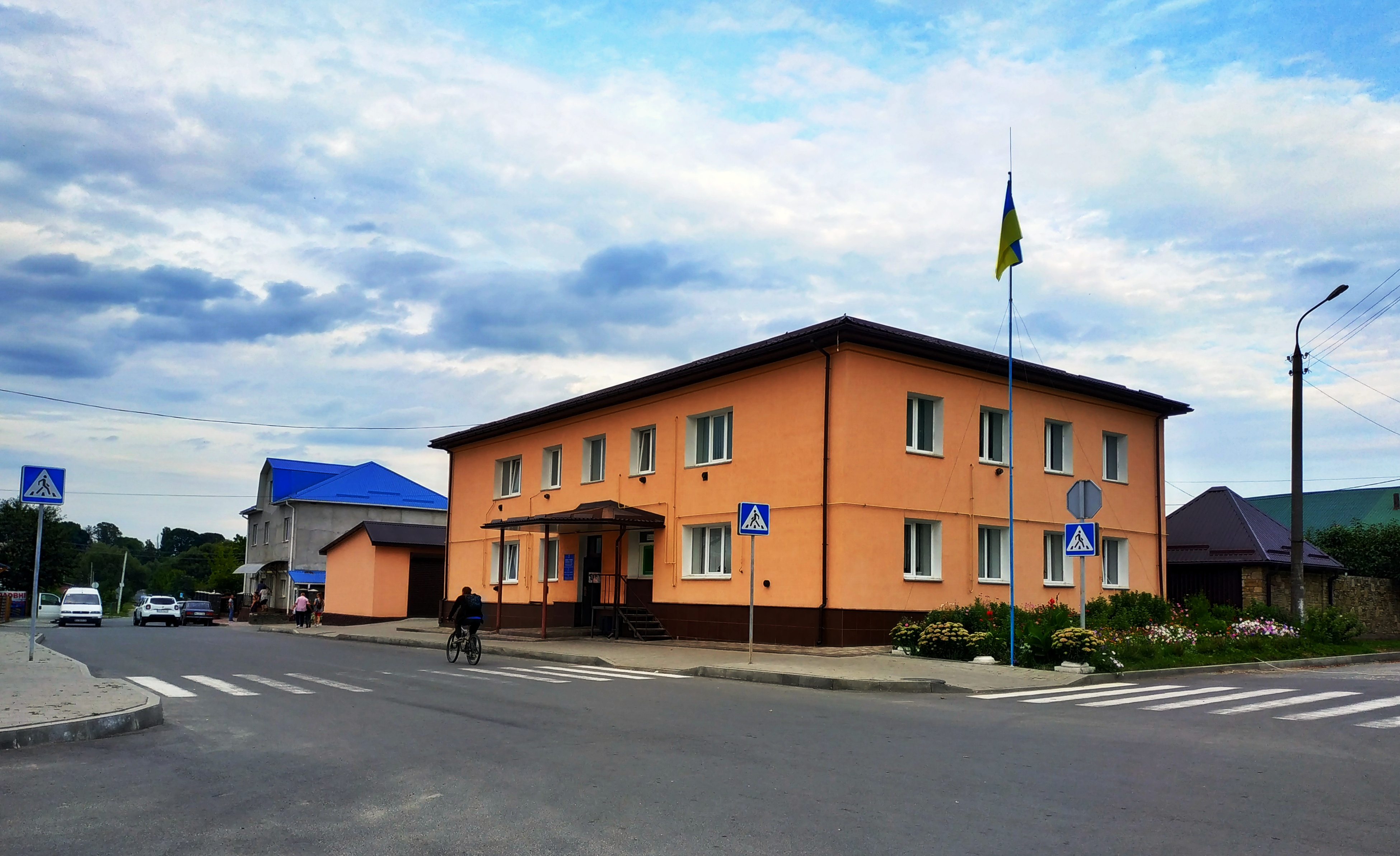
Будівля селищної ради у центрі Чорного Острова
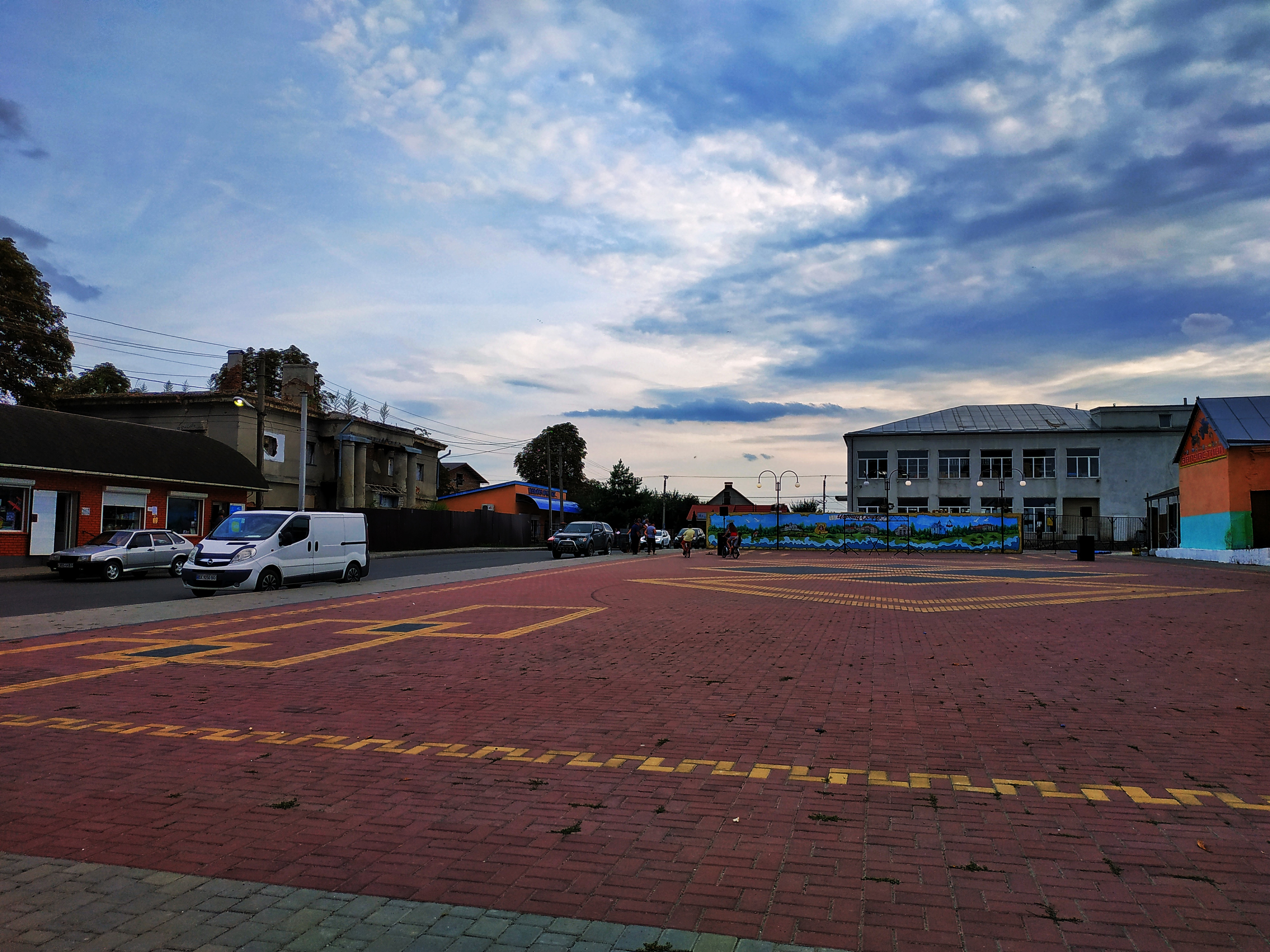
Центр селища
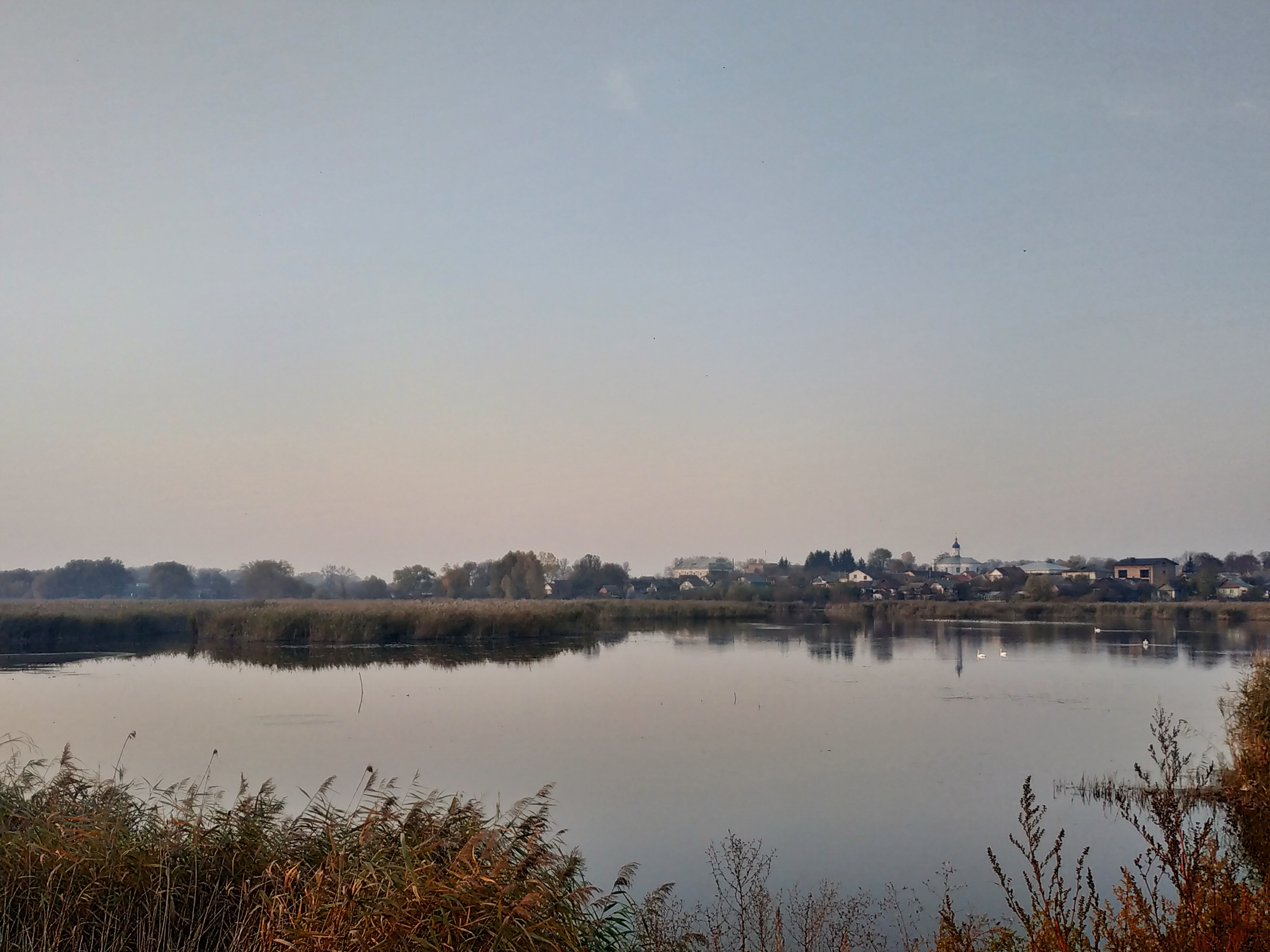
Чорний Острів
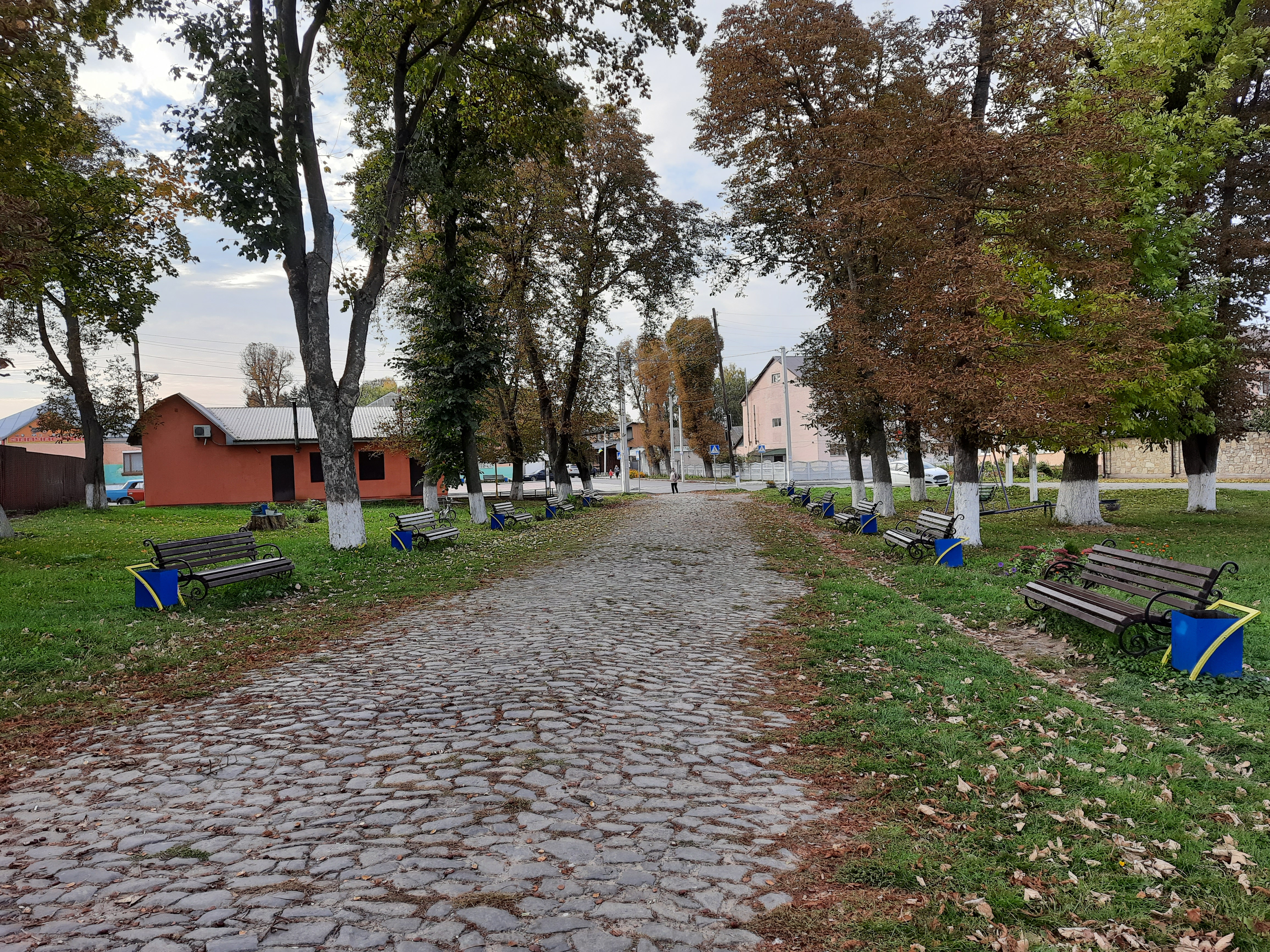
Парк

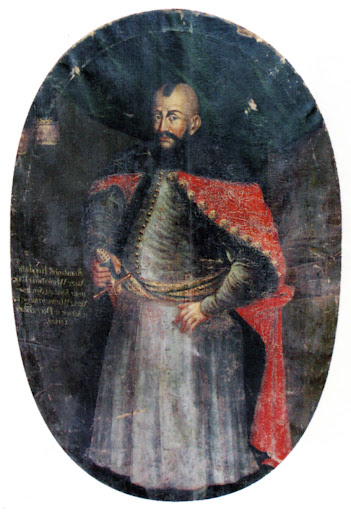
Князь Костянтин Криштоф Вишневецький. Перший з Вишневецьких, власник замку
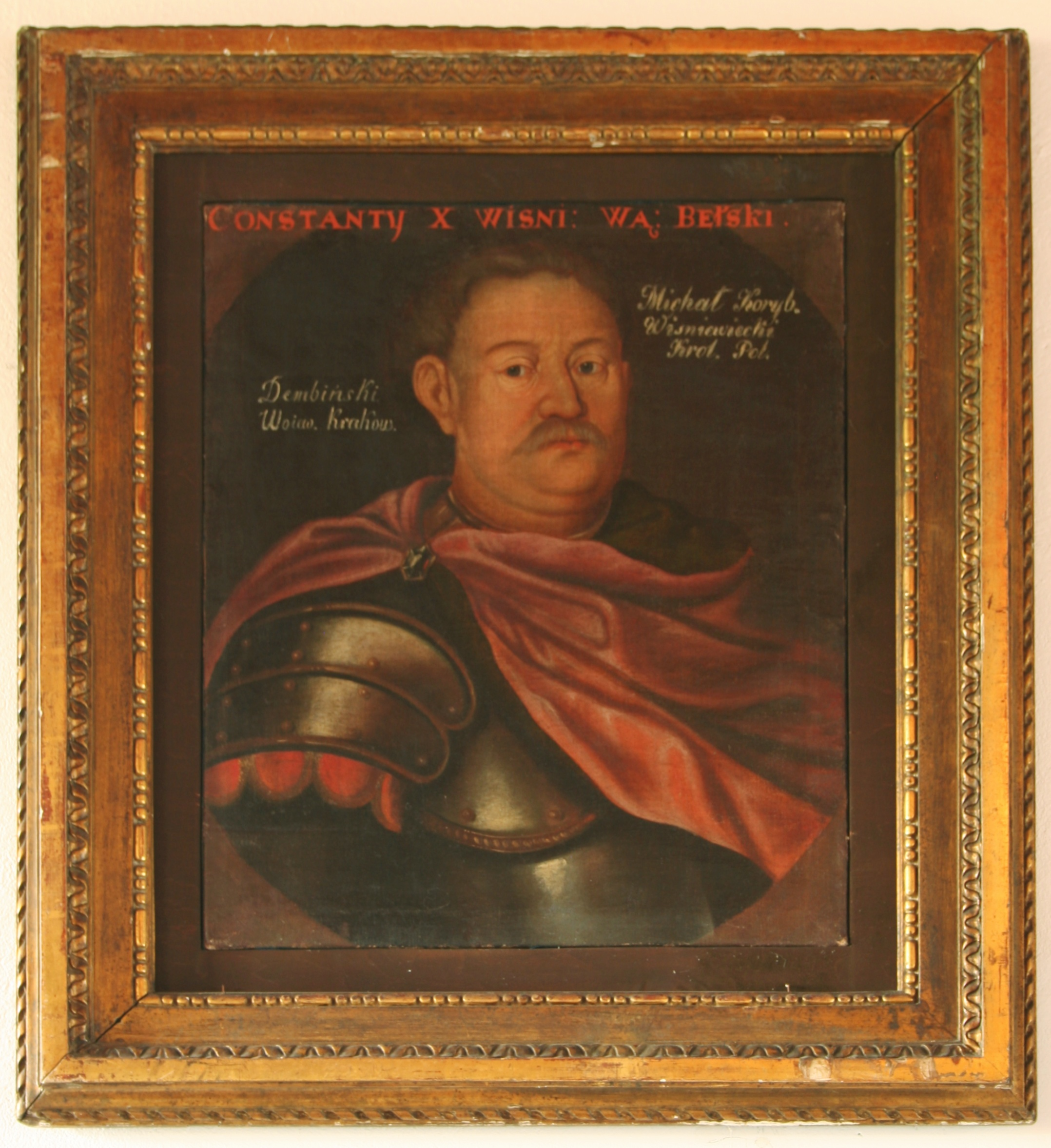
Князь Костянтин Криштоф Вишневецький, власник замку у 1671 році
Ракоці Дєрдь (Юрій) II
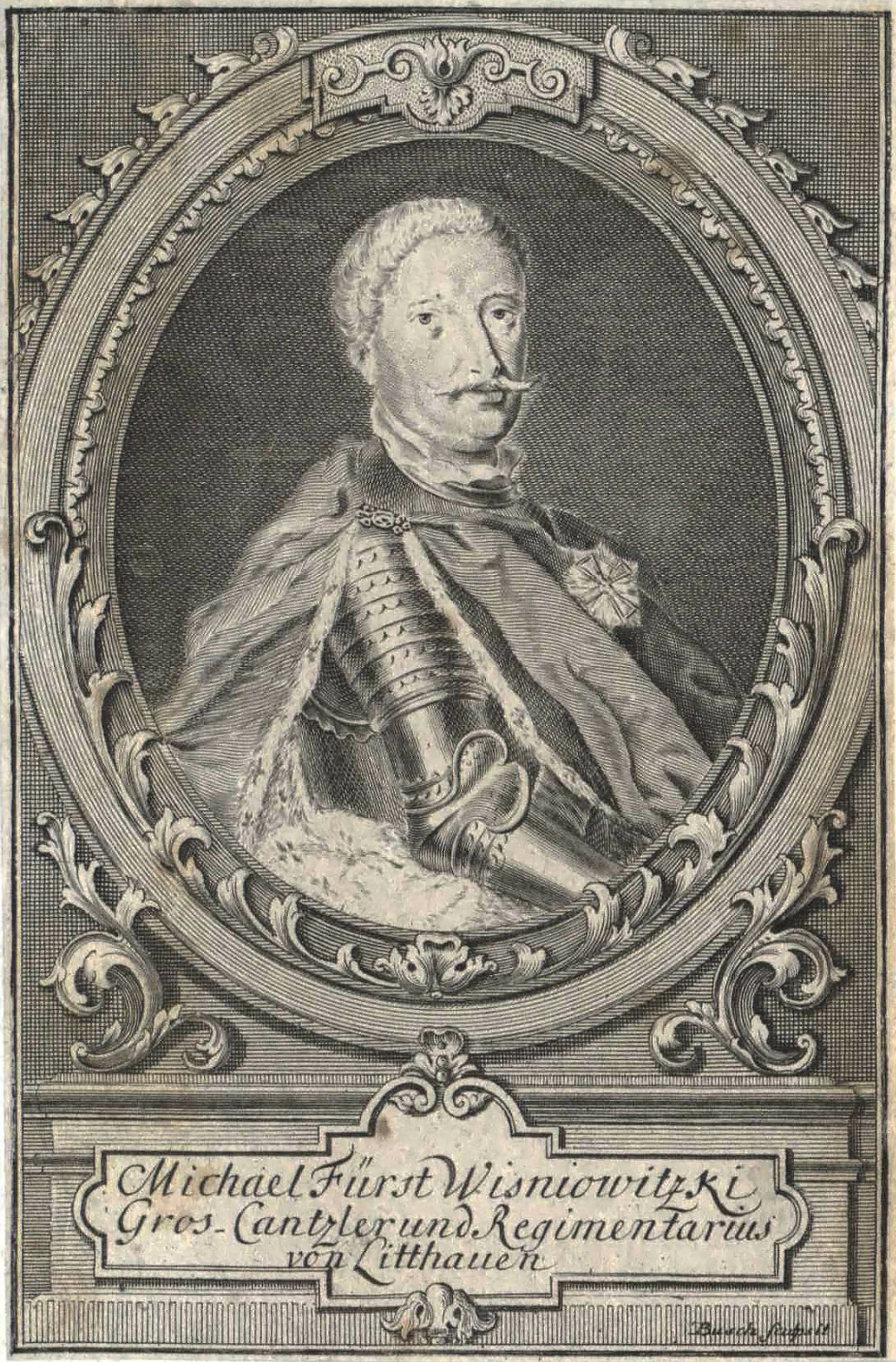
Михайло Вишневецький
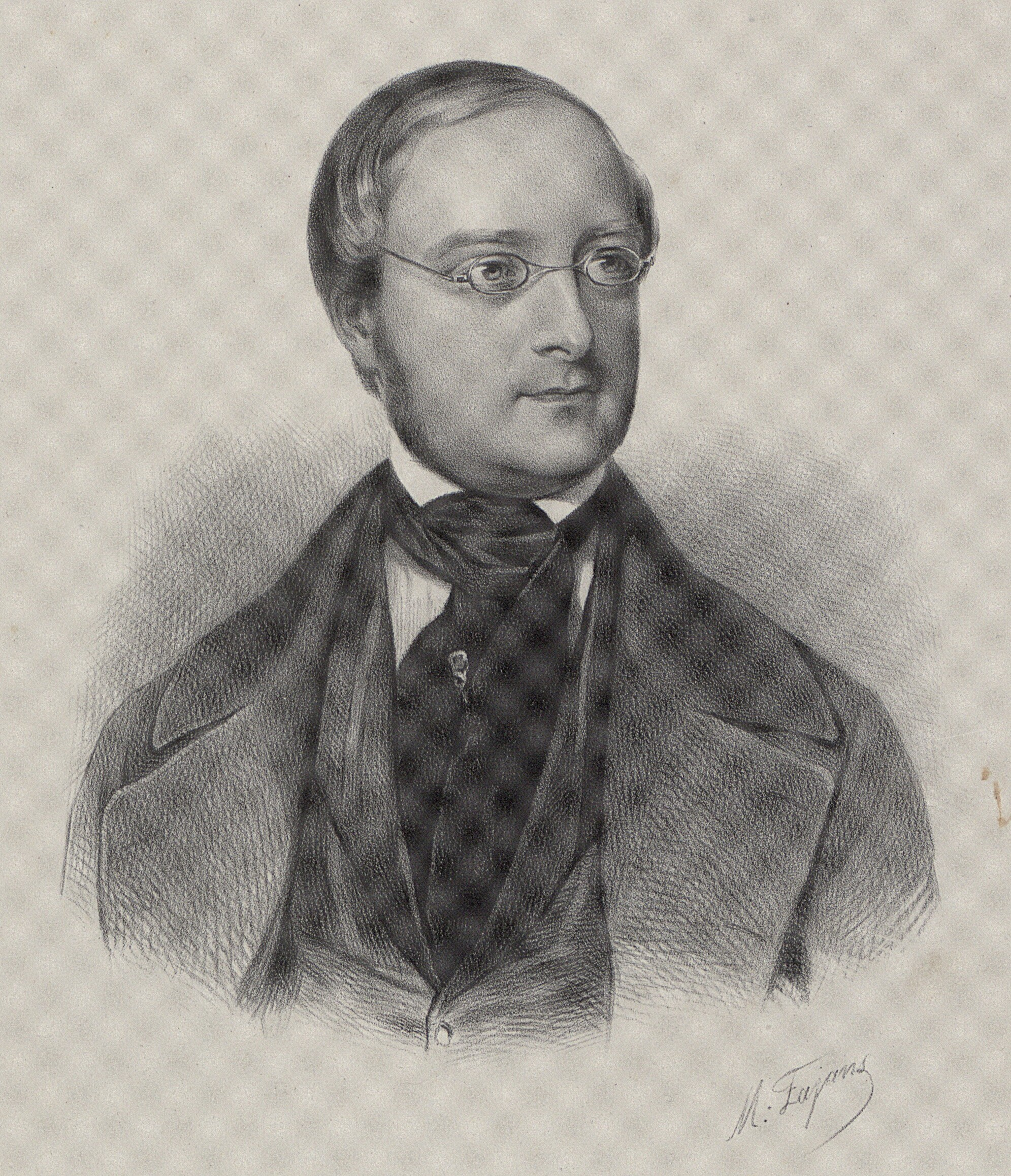
Олександр Пшездзецький